# Rehberg (Wasgau)
Der Rehberg in Rheinland-Pfalz ist mit 576,8 m ü. NHN nach dem Großen Wintersberg (ca. 581 m) im Nordelsass der zweithöchste Berg des Wasgaus (französisch Vasgovie), des deutsch-französischen, von der Queich bis zur Zaberner Steige reichenden Südteils des Pfälzerwaldes. Bezogen auf den deutschen Anteil des Wasgaus ist der Rehberg die höchste Erhebung. Als Teil des Biosphärenreservates Pfälzerwald-Vosges du Nord unterliegt er besonderen Schutzbestimmungen.
Er liegt 2 km südlich der Kernstadt von Annweiler und trägt auf der Kuppe einen Aussichtsturm, den nach dem Berg benannten Rehbergturm. Dieser bietet dem Besucher einen ungehinderten Panoramablick über weite Teile des Pfälzerwaldes und der Oberrheinischen Tiefebene bis hin zu den Bergketten von Odenwald, Schwarzwald und Vogesen.

## Geographische Lage
Der Rehberg erhebt sich als kegelförmiger Einzelberg im nordöstlichen Wasgau unmittelbar südwestlich über dem Annweilerer Ortsteil Bindersbach. Im Süden wird der Berg begrenzt durch das Tal des Kaiserbachs mit der Gemeinde Waldrohrbach. Er hat eine ovale Grundfläche mit einem Durchmesser von 1 bis 2 km und überragt seine unmittelbare Umgebung um fast 400 m. Südöstlich seines Hauptgipfels schließen sich mit dem Kleinen (451,2 m) und dem Großen Hahnstein (411,4 m) zwei weitere auffällige Kegelberge an; die Namen dieser beiden Berge beziehen sich nicht auf ihre Höhe, sondern auf die Größe der gleichnamigen Felsformationen auf ihren Gipfeln. Im Nordwesten liegt der Asselstein (ca. 400 m; siehe Abschnitt Naturdenkmäler) und im Westnordwesten der Ebersberg (462,1 m) mit dem Wasgaublick.

## Geologie

### Entstehung
Die prägnante Bergpyramide des Rehbergs ist in erster Linie von den Gesteinseinheiten des Buntsandsteins und Zechsteins bestimmt, deren Sedimente im ausgehenden Perm (vor 256 bis 251 Millionen Jahren) und zu Beginn der Trias (vor 251 bis 243 Millionen Jahren) bei vorwiegend wüstenhaften Klimabedingungen abgelagert wurden.
Tektonische Prozesse im Paläogen (vor 65 bis 23,8 Millionen Jahren) während der Bildung des Oberrheingrabens brachten diese Gesteinsschichten in eine neue Lagerung, die das heutige Bild des Rehbergs und seiner Umgebung bestimmt. Sie hoben die Grabenränder an, das Deckgebirge wurde dann abgetragen und der Buntsandstein und zum Teil auch ältere Gesteine wie Zechstein und Rotliegend freigelegt. Die Gesteinsschichten gerieten dabei in Schrägstellung, wurden aufgewölbt (verschoben und verbogen) und durch Verwerfungen zerbrochen.
Diese Aufwölbungen („Südpfälzer Sattel“) waren im südöstlichen Teil des Pfälzerwaldes, also auch im Bereich des Rehbergs, besonders ausgeprägt, so dass hier die Deckschichten danach stärkeren Abtrag erfuhren. Da die Formationen des Zechsteins, z. B. die Annweiler- und Speyerbach-Schichten, im Vergleich zum Buntsandstein eher aus feinkörnigeren Sandsteinen mit toniger Bindung und Schiefertonen bestehen und deshalb weicher sind, wurde dieses Material besser ausgeräumt. Es bildeten sich Verebnungsflächen und breite Täler, wie sie besonders südwestlich des Rehbergs in Richtung Völkersweiler und Gossersweiler zu beobachten sind. Dagegen widerstanden Teile des Unteren Buntsandsteins, die sogenannten Trifels- und Rehberg-Schichten, besser der Verwitterung und Abtragung, da sie größtenteils aus härterem Quarzsandstein aufgebaut sind. So entstanden im Laufe von Jahrmillionen die oft kegelförmigen Bergformen und bizarren Felsgebilde des Wasgaus, die zahlreich zwischen den Verebnungsflächen des Rotliegend und des Zechsteins emporragen und für die der Rehberg ein typisches Beispiel ist.

### Aufbau (Stratigraphie)
Der geologische Aufbau des Rehbergs ist am besten bei einer Wanderung auf seinen Gipfel zu erkennen. Beginnt man den Aufstieg z. B. in dem im gleichnamigen Tal liegenden Annweilerer Stadtteil Bindersbach, durchquert man zunächst die aufgeschlossenen Sedimente des Karbon und des Rotliegend (z. B. Ton-, Silt- und Feinsandsteine) und erreicht in Höhen von etwa 250 bis 350 m die Ablagerungen des Zechsteins, wobei im Oberen Zechstein massige bis schräggeschichtete Fein- und Mittelsandsteine, die Annweilerschichten, und darüber braunrote und graurote Tonsteine, die Speyerbachschichten, zu beobachten sind.
Über diese Verebnungen erhebt sich ab etwa 350 m das eigentliche Rehbergmassiv, das aus den Gesteinsschichten des Unteren Buntsandsteins besteht. Dabei hat man nach Überschreiten der Trifelsstraße zunächst einen ungefähr 100 m hohen, mit Felsbrocken durchsetzten Steilhang zu überwinden, der aus besonders harten, quarzreichen und kieselig gebundenen Mittel- und Grobsandsteinen der Trifelsschichten aufgebaut ist, die eine Mächtigkeit von etwa 80 bis 100 m haben. Sie bilden den Rücken des Rehbergs, der etwa eine Höhe von 450 m erreicht und auf dem die runde, ungefähr 100 m hohe kegelförmige Gipfelkuppe aufsitzt. Diese besteht aus der zweiten Schichtenfolge des Unteren Buntsandsteins, den Rehbergschichten, für deren Bezeichnung der Rehberg Pate gestanden hat.
Im Gegensatz zur kompakten Gesteinseinheit der Trifelsschichten setzt sich die Gesteinsfolge der Rehbergschichten aus mehreren kleinräumigen Felszonen zusammen, die sich mit dünnen Tonlagen abwechseln, wobei letztere häufig einen Quellhorizont bilden (siehe Abschnitt Gewässer). Dabei fällt beim Aufstieg zum Gipfel auf, dass die tiefroten Sandsteine dieser Formation nun eher eine feinkörnigere, geringer kristallisierte Struktur aufweisen und damit weniger verwitterungsbeständig sind. Auch der aus einer Felsbank bestehende eigentliche Gipfelbereich wird von den Gesteinen der Rehbergschichten gebildet, wobei die sogenannte Sandsteinvegetation besonders hervorsticht (siehe Abschnitt Naturdenkmäler).

## Oberflächengestalt (Geomorphologie und Topographie)

### Form

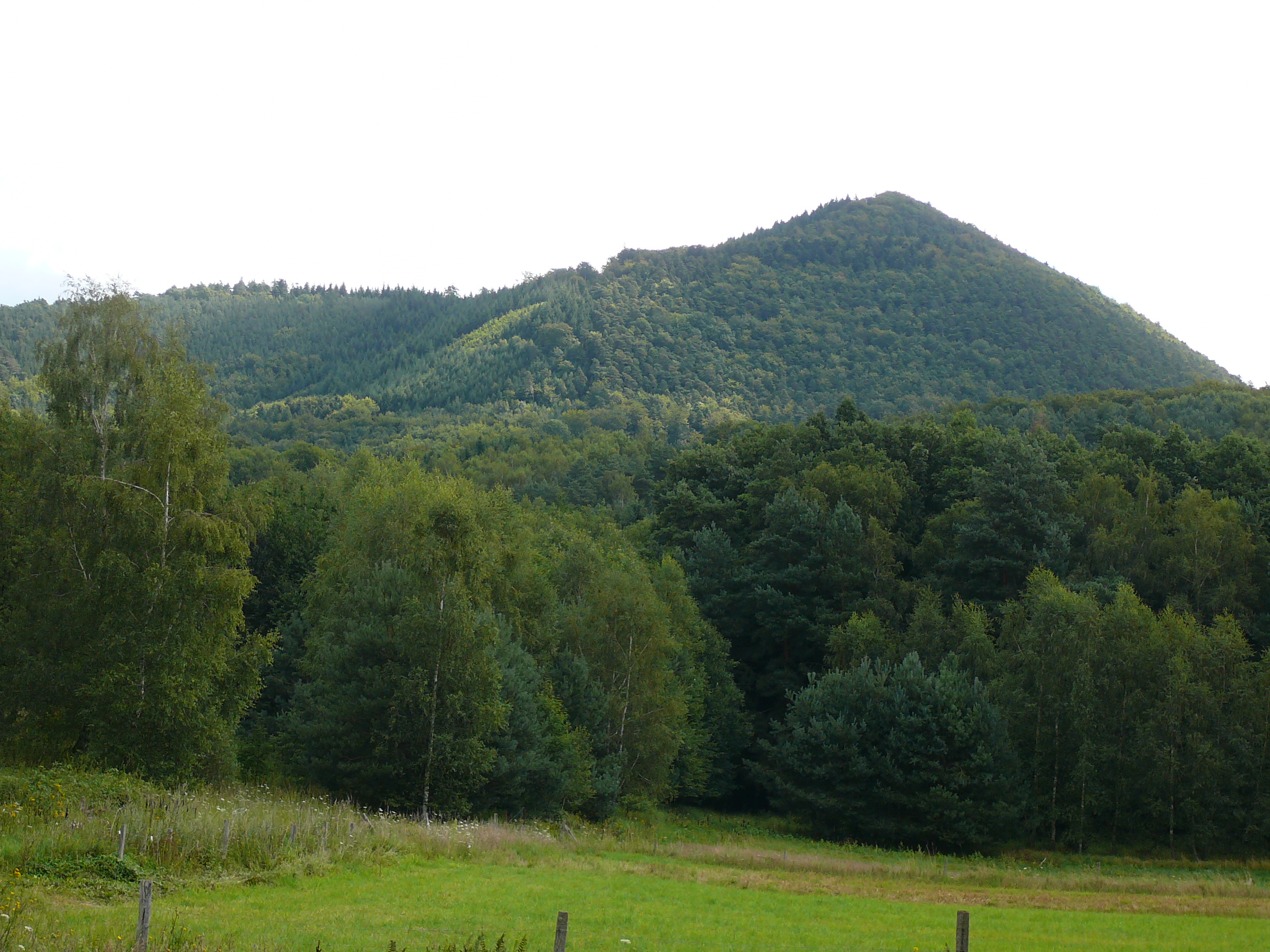
Der Rehberg als Kegelrückenberg: Blick von Südwesten

Die Oberflächengestalt des Rehbergs wird durch einen Bergrücken mit Felsnase und Steilhängen geprägt, der von den Trifelsschichten gebildet wird und dem eine aus den Rehbergschichten bestehende Gipfelkuppe aufgesetzt ist (siehe Abschnitt Aufbau). Geiger bezeichnet ihn deshalb in seiner Typologie der Berg- und Felsformen des Wasgaus als charakteristisches Beispiel eines Kegelrückenbergs, der sich im Falle des Rehbergs als prägnante Berggestalt mit steilen Hängen etwa 300 bis 400 m aus seinem Umfeld erhebt und die ihn umgebende Gebirgslandschaft dominiert.

### Dominanz und Schartenhöhe
Die am nächsten gelegenen Berge, die den Rehberg an Höhe übertreffen, sind der Orensberg (581,2 m) und der Roßberg (637 m); sie befinden sich in einer Entfernung von 7 bzw. 8 km Luftlinie nordöstlich des Queichtals (= Dominanz). Zieht man eine Verbindungslinie, welche sich auf größtmöglicher Höhe („Bergkamm“) bewegen sollte, zum nächsthöheren Gipfel, so ist dies im Falle des Rehbergs der Weißenberg mit 609,9 m Höhe. Bestimmt man auf dieser Linie den tiefsten Punkt, so erhält man die Scharte, hier eine Senke nordwestlich Hauensteins, Abzweig Landesstraße 495 von der B 10 (256,2 m). Die Differenz zwischen der Höhe des Rehbergs und derjenigen dieser Senke (= Schartenhöhe bzw. Prominenz des Berges) beträgt 320,6 m. Dieser für einen Mittelgebirgsgipfel relativ hohe Wert erklärt sich aus der oben beschriebenen morphologischen Sonderstellung des Berges.
Ergänzende Informationen ergeben sich bei Berücksichtigung der einzelnen Himmelsrichtungen. Während nördlich des Rehbergs die im zentralen und östlichen Pfälzerwald gelegenen nächsthöheren Berge nur etwa 10 bis 15 km entfernt sind (z. B. Kesselberg, 661,8 m), beläuft sich die Entfernung in Richtung Ost/Nordost bis zum Odenwald (z. B. Hardberg, 593,1 m) auf etwa 70 km und im Falle des Nordschwarzwaldes auf etwa 80 bis 90 km (z. B. Merkur, 668,3 m). Überprüft man den weiteren Verlauf des linksrheinischen Gebirges in Richtung Süden und Südwesten, so stößt man in 34 km Entfernung auf den Großen Wintersberg (ca. 581 m) bei Bad Niederbronn im Elsass und als Nächstes auf den schon südlich der Zaberner Steige in 75 km Entfernung gelegenen Schlossberg (ca. 584 m) mit Burg Ochsenstein. Bewegt man sich dagegen entlang des 49. Breitengrades nach Westen, gibt es bis zur französischen Atlantikküste keine Erhebungen, die den Rehberg an Höhe übertreffen.

### Gewässer

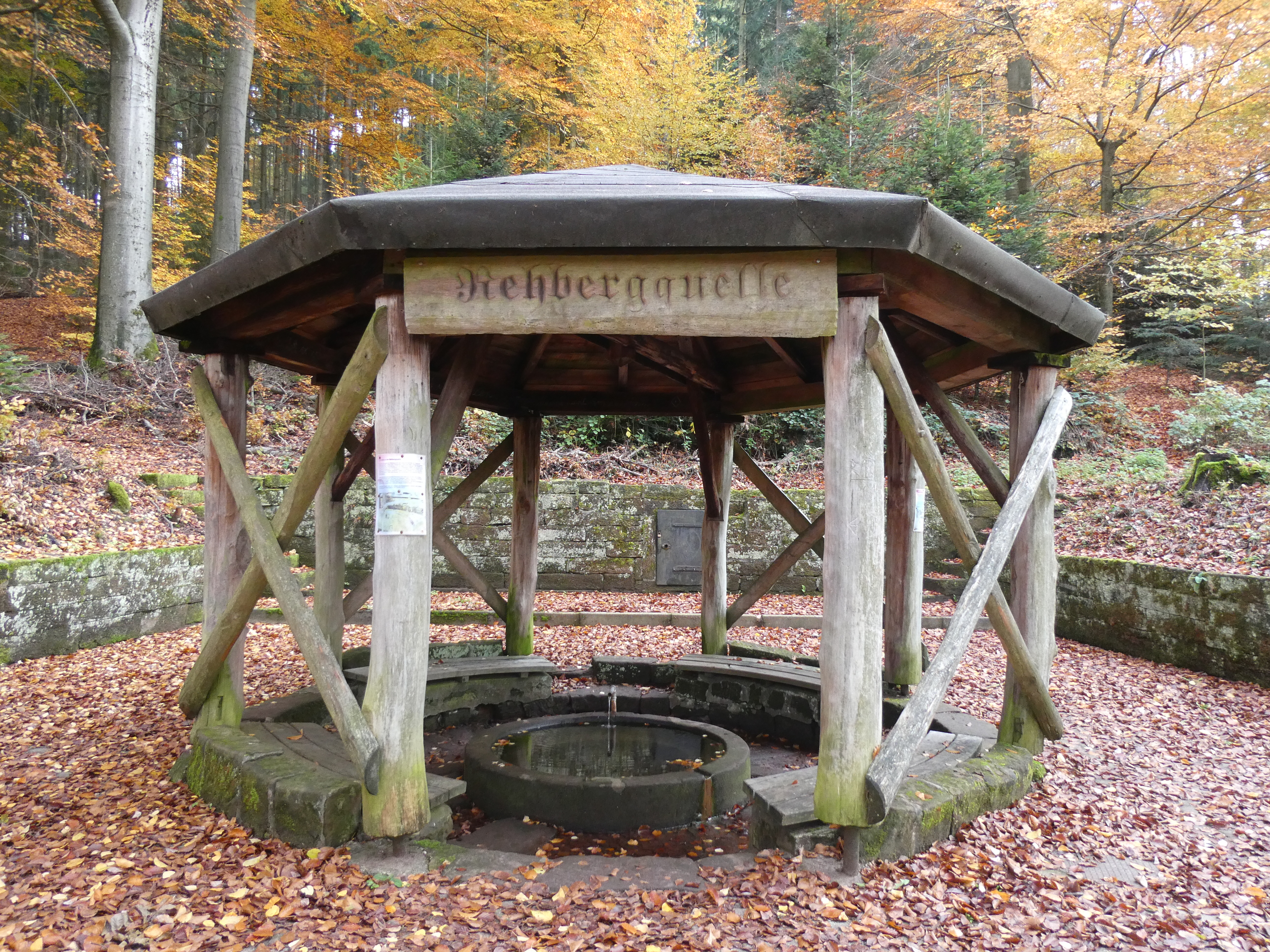
Rehbergquelle auf der Nordwestflanke des Rehbergs

Da die Sandböden des Rehbergs sehr wasserdurchlässig sind, kann das Niederschlagswasser schnell in den Boden einsickern und als Grundwasser vor allem in den Felszonen der Trifels- und Rehbergschichten gespeichert und weitergeleitet werden; dabei wirken wasserstauende Tonschichten, die sich mit härteren Gesteinsschichten abwechseln, als Quellhorizont, an dem das Grundwasser als Schicht- oder Talrandquelle austritt. Im Falle des Rehbergs übernehmen z. B. Schiefertone der Speyerbachschichten (Oberer Zechstein) diese Funktion, so dass hier in einer Höhe von etwa 300 m mehrere kleine Bäche mit einer Länge von 1 bis 2 km entspringen. Sie entwässern den nördlichen Bereich des Rehberggebiets zur Queich hin, die als linker Nebenfluss des Rheins von West nach Ost durch Annweiler fließt und den mittleren und östlichen Pfälzerwald (Haardt) von seinem südlichen Teil (Wasgau) trennt. Die im Süden des Rehbergs entspringenden Bäche münden dagegen in den Kaiserbach, einen linken Zufluss des Klingbachs, der ebenfalls nach Osten in Richtung Rheinebene fließt.
Eine Besonderheit stellt in diesem Zusammenhang die auf der Nordwestflanke des Rehbergs liegende Rehbergquelle dar, die an einer tonigen Schicht entspringt, die innerhalb der Gesteinsfolge der unteren Rehbergschichten einen Quellhorizont bildet.

## Klima

### Temperatur
| Klima              | Rehberg (Gipfel)  | Annweiler (Tal)            | Landau (Tiefebene)         |
| ------------------ | ----------------- | -------------------------- | -------------------------- |
| Jahres- temperatur | 6–7 °C            | 8–9 °C                     | 9–10 °C                    |
| Frühlings- beginn  | 10.5.–15.5.       | 30.4.–5.5.                 | 20.4.–25.4.                |
| Nieder- schlag     | ≈950 mm/a         | 912 mm/a                   | 666 mm/a                   |
| Wind               | häufig; oft stark | weniger häufig; schwächer  | weniger häufig; mäßig      |
| Bioklimat. Aspekte | mäßiges Reizklima | reiz- schwaches Schonklima | leichtes Belastungs- klima |

Der Pfälzerwald und damit auch der Rehberg liegen in der gemäßigten Klimazone, wobei aufgrund der Nord-Süd-Exposition und der westlichen Lage des Gebirges atlantische Einflüsse mit mäßig warmen und feuchten Luftmassen überwiegen. Laut Klimaatlas für Rheinland-Pfalz beträgt die mittlere Jahrestemperatur am Fuße des Rehbergs in einer Höhe von etwa 300 m etwa 8 °C und auf seinem Gipfel 6,5 bis 7 °C, wobei je nach Höhenlage im Januar Werte von 0 bis −1 °C und im Juli von 16 bis 17 °C gemessen werden. Dagegen weist das 2 km entfernte Annweiler (ca. 179 m) im Tal der Queich vergleichsweise hohe Jahrestemperaturen von 8 bis 9 °C auf, die allerdings durch Orte der Weinstraßenregion, z. B. Ranschbach, Leinsweiler oder auch die Stadt Landau, mit Werten von 9 oder sogar 10 °C noch übertroffen werden. Dabei spielen nicht nur deren geringere Höhenlage – z. B. Landau (ca. 142 m) –, sondern vor allem auch Föhneffekte eine wichtige Rolle. Sie werden auf der Ostseite des Pfälzerwaldes, also auch östlich des Rehbergs beobachtet und sind für die besondere Klimagunst der Weinstraßenregion mitursächlich (siehe Abschnitt Niederschlag).
Diese Einflüsse spiegeln sich auch im phänologischen Jahresgang der Rehbergregion wider, in der unter anderem die Apfel-Blüte und damit der Beginn des Vollfrühlings in unteren und mittleren Lagen zwischen dem 5. und 10. und in Höhen von über 500 m zwischen dem 10. und 15. Mai, also etwa eine Woche später, einsetzen. Einen deutlichen Kontrast hierzu bildet die nur wenige Kilometer östlich gelegene Weinstraßenregion, in der die Apfelblüte schon ab dem 20. April beginnt, der Frühling also durchschnittlich zwei bis drei Wochen früher einzieht. Ähnliche phänologische Differenzen lassen sich auch im weiteren Jahresgang nachweisen, wo z. B. im Mittel die Winterroggen-Blüte (Beginn des Frühsommers) im Bereich des Rehbergs (etwa 9. bis 14. Juni) ebenfalls um bis zu drei Wochen später als in der Rheinebene (etwa 25. bis 30. Mai) einsetzt.

### Niederschlag
Im Umkreis des Rehbergs liegen einige Messstationen des Deutschen Wetterdienstes (DWD), die über die Höhe seines Jahresniederschlags Aufschluss geben können. So kommt z. B. die nächstgelegene Station Annweiler auf eine Niederschlagshöhe von 912 mm, die tendenziell mit den Werten anderer weiter südwestlich gelegener Stationen im Wasgau übereinstimmt (z. B. Hirschthal 928 mm, Bruchweiler 830 mm, Lemberg 898 mm). Kombiniert man diese Daten mit den Angaben des Klimaatlas von Rheinland-Pfalz zur Niederschlagshöhe des südöstlichen Pfälzerwaldes, so kann für den Rehberggipfel ein extrapolierter Wert von etwa 950 mm Jahresniederschlag angesetzt werden. Dieser Wert liegt niedriger als die Niederschlagssummen vergleichbarer Bergstationen im zentralen Pfälzerwald (z. B. Forsthaus Taubensuhl 1125 mm, Hermersbergerhof 1095 mm), da aufgrund der östlicheren Lage und der isolierten, kegelförmigen Gestalt des Rehbergs geringere Steigungsniederschläge (Luv-Effekte) zu erwarten sind. Andererseits befinden sich gerade hochgelegene Kuppen bei Frontdurchgang häufig in aufliegenden Wolken, so dass zusätzliche Feuchtigkeit ausgekämmt wird, deren Menge oft nicht in den Niederschlagsstatistiken auftaucht, aber die gesamte Feuchtigkeitsbilanz um einiges erhöhen kann.
Dagegen treten infolge der Leesituation am Gebirgsrand östlich des Rehbergs verbreitet Absinkbewegungen auf, die zu Wolkenauflösung und deutlich geringeren Niederschlagsmengen führen. So hat z. B. Landau mit 666 mm Jahresniederschlag fast ein Drittel weniger Niederschläge als die höheren Regionen des Rehbergs. Deswegen ist die Region der Weinstraße mit Werten zwischen 500 und 700 mm Jahresniederschlag eine der trockensten Gegenden Deutschlands.

### Wind

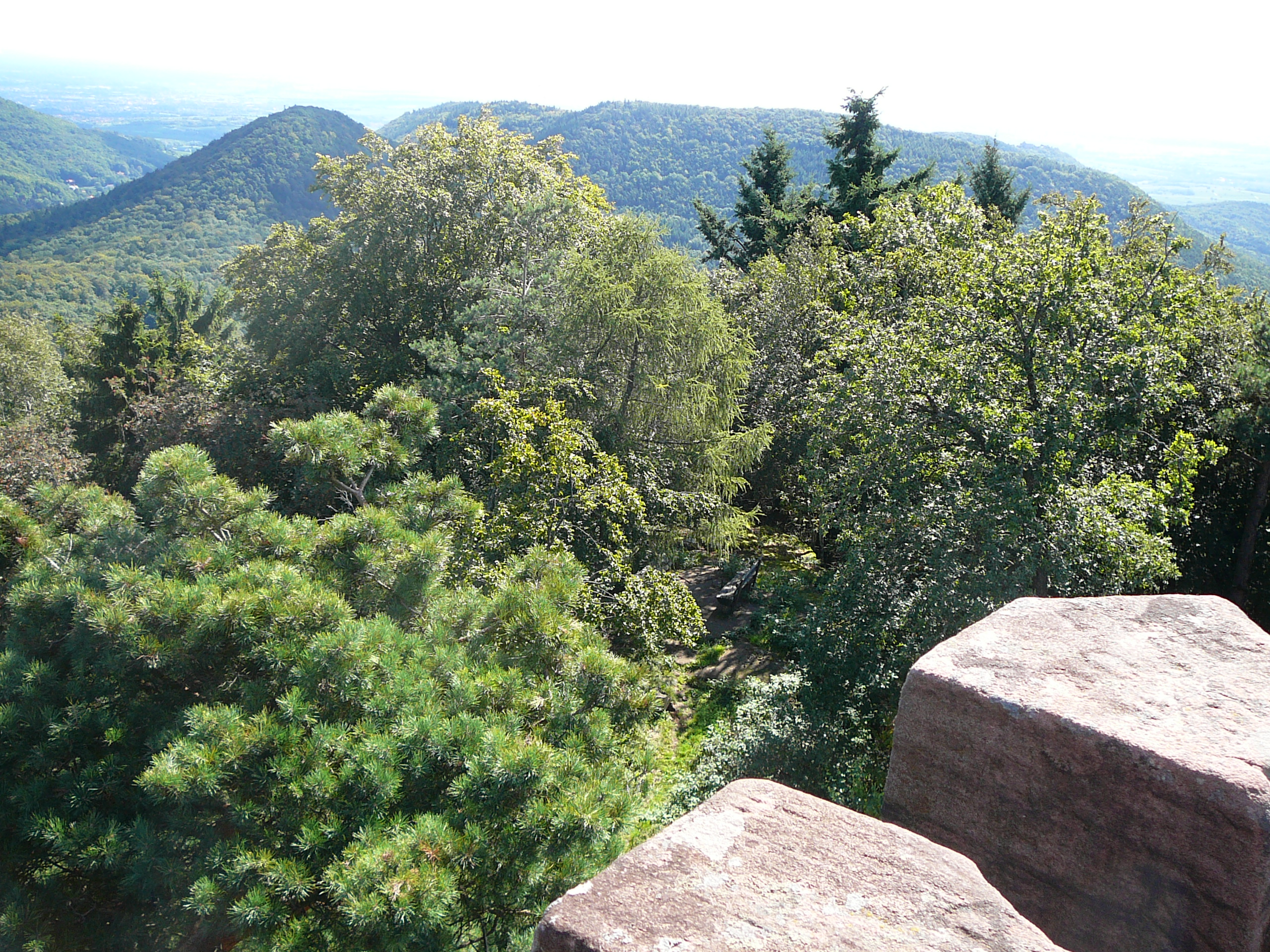
Windgeprägte Sandsteinvegetation auf dem Gipfelplateau des Rehbergs

Im Gegensatz zu Mittelgebirgen, die kontinentaler geprägt sind, können im Gebiet des linksrheinischen Gebirges (Pfälzerwald/Vogesen) im Durchschnitt stärkere und länger anhaltende Luftbewegungen beobachtet werden. Dieser Sachverhalt gilt in besonderem Maße auch für den Rehberg, der als völlig isoliert stehender Bergkegel sein Umfeld weit überragt und deshalb Luftströmungen aus allen Himmelsrichtungen frei ausgesetzt ist. Dabei überwiegen Winde aus West und Südwest, die mit einer Häufigkeit von jeweils etwa 25 Prozent in den Gipfelregionen des Pfälzerwaldes anzutreffen sind.
Von Bedeutung ist in diesem Zusammenhang die Feststellung, dass vom Rehberg bis zur Atlantikküste keine größeren Gebirgsketten zu verzeichnen sind (siehe Abschnitt Dominanz und Schartenhöhe), so dass Pfälzerwald und Vogesen als erste nennenswerte Barriere den vorherrschenden West- und Südwestwinden voll ausgesetzt sind. Aus diesem Grund verzeichnet z. B. das im Nordosten des Pfälzerwaldes gelegene Weinbiet (554 m) bei Sturmereignissen immer wieder auffällig hohe Windgeschwindigkeiten, wie dies der private Wetterdienst Meteomedia in einer vergleichenden Analyse der größten Sturmereignisse des letzten Jahrzehnts festgestellt hat. Es ist davon auszugehen, dass bei derartigen Wetterlagen am Rehberg wegen seiner besonders exponierten Lage ebenfalls sehr hohe Windgeschwindigkeiten auftreten.

### Bioklimatische Aspekte

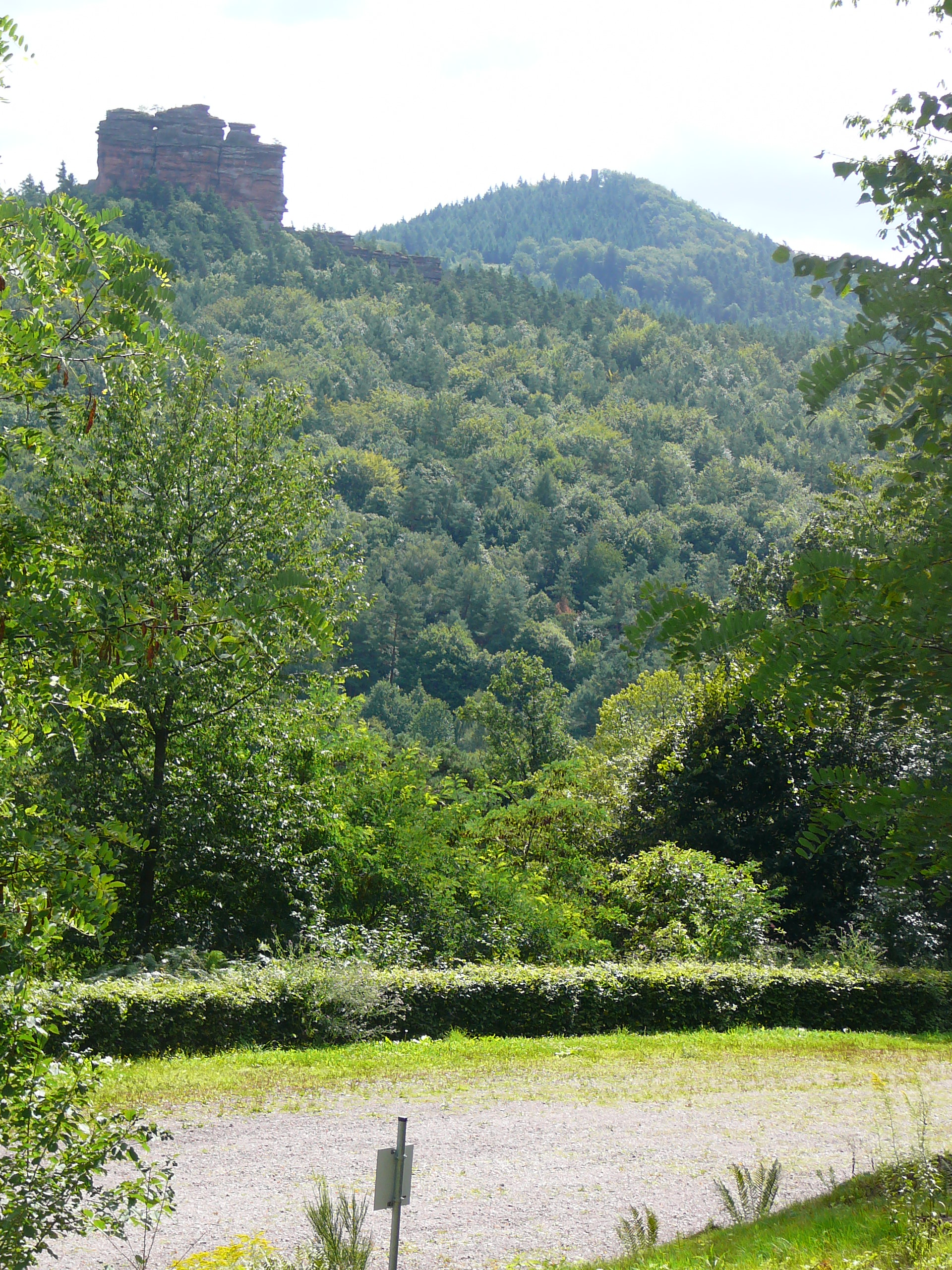
Bioklimatische Bedeutung der Rehbergregion: Luftreinheit, Schon- und Reizklima

Wie anhand der betrachteten Daten deutlich wird, lässt sich das Klima in den tieferen und mittleren Lagen der Rehbergregion als reizschwaches Schonklima mit ausgeglichenen Temperaturen, mäßiger Luftfeuchtigkeit und hoher Luftreinheit einstufen. Dieser Klimatyp hat unter anderem positive Auswirkungen auf Atemwegserkrankungen, rheumatische Beschwerden und Allergien.
Stärkeren Reizen ist der menschliche Organismus dagegen im Gipfelbereich des Rehbergs ausgesetzt. Niedrigere Temperaturen, höhere Niederschläge und stärkerer Wind bei ebenfalls hoher Luftreinheit bewirken ein mäßiges Reizklima, das nicht nur bei den oben genannten Gesundheitsstörungen, sondern auch bei Herz-Kreislauf-Erkrankungen und Depressionen positiv stimulieren kann. Dagegen sind die Tallagen und vor allem das oberrheinische Tiefland häufiger durch Belastungsklima mit größerer Wärmebelastung (Schwüle) im Sommer und Inversionsnebel mit erhöhter Konzentration von Luftschadstoffen im Winter charakterisiert.

## Flora und Fauna

### Flora

#### Wald
| Baumarten und Flächenanteile | in Hektar | in Prozent |
| ---------------------------- | --------- | ---------- |
| Buche                        | 61,6      | 40,53      |
| Kiefer                       | 33,3      | 21,91      |
| Douglasie                    | 18,3      | 12,04      |
| Tanne                        | 16,9      | 11,12      |
| Lärche                       | 7,7       | 5,07       |
| Fichte                       | 5,0       | 3,29       |
| Traubeneiche                 | 4,5       | 2,96       |
| Birke                        | 2,8       | 1,84       |
| Roteiche                     | 0,7       | 0,46       |
| Esche                        | 0,6       | 0,39       |
| Edelkastanie                 | 0,6       | 0,39       |
| Küstentanne                  | 0,4       | 0,26       |

Der Rehberg ist von artenreichen Mischwäldern bedeckt, die in ihren wesentlichen Eigenschaften mit anderen Bergwäldern des Pfälzerwaldes vergleichbar sind. Dabei handelt es sich um künstliche Bestände, die im 19. und 20. Jahrhundert durch Saat oder Anpflanzung entstanden sind und in denen bis in die 1980er Jahre Nadel- gegenüber Laubhölzern in einem Verhältnis von zwei Dritteln zu einem Drittel überwogen. Erst die in den letzten Jahrzehnten einsetzenden Bemühungen, durch ökologisch ausgerichtete Dauerwaldbewirtschaftung mit Naturverjüngung größere Waldgebiete in einen naturnahen Mischwald umzugestalten, bewirkten dort eine Veränderung. Es kam zu einer Angleichung der Anteile von Laub- und Nadelhölzern, wobei im Falle des Rehbergs derzeit 46,58 Prozent der Gesamtfläche Laub- und 53,42 Prozent Nadelhölzern vorbehalten sind.
Bei einer vergleichenden Analyse der Flächenanteile, welche die einzelnen Baumarten im Rehberggebiet für sich in Anspruch nehmen, stellt man fest, dass die Buche mit über 40 Prozent der Gesamtfläche am häufigsten vertreten ist (siehe nebenstehende Tabelle). Dies entspricht nicht nur der Situation im übrigen Pfälzerwald, sondern verweist auch auf den bodenständigen Charakter der Buche, die in den ehemaligen Urwäldern des Mittelgebirges eine prägende Rolle spielte (Hainsimsen-Buchenwald). Auch die Kiefer ist mit einem Flächenanteil von etwa 22 Prozent recht häufig zu beobachten, liegt jedoch etwa um ein Drittel unter den Werten für den gesamten Pfälzerwald (34 Prozent). Unter den autochthonen Baumarten hat die Tanne mit 11 Prozent einen vergleichsweise hohen Anteil, während sie im gesamten Pfälzerwald nur mit einem Prozent vertreten ist. Relativ große Bestände an Weißtannen sind auch in anderen Regionen des Wasgaus zu finden, die nach Meinung von Forstwissenschaftlern als nördliche Ausläufer der großen Weißtannenwälder der Vogesen angesehen werden können. Andere am Rehberg vertretene Nadelhölzer wie Douglasie (12 Prozent), Lärche (5 Prozent), Fichte (3 Prozent) oder Küstentanne (0,6 Prozent) sind dagegen keine bodenständigen Baumarten, sondern wurden im Rahmen von Aufforstungsmaßnahmen im 19. und 20. Jahrhundert eingeführt. Überraschend niedrig fallen die Werte für die Eiche (Traubeneiche 2,96 Prozent; Roteiche 0,46 Prozent) aus, da sie in anderen Regionen des Pfälzerwaldes, z. B. im Bereich Eschkopf/Johanniskreuz, wesentlich häufiger auftritt und dort als Furniereiche weltberühmt ist. Weitere Laubhölzer wie Birke, Esche und Edelkastanie sind ebenfalls ziemlich selten, obwohl gerade die Edelkastanie im östlichen Pfälzerwald (Haardt) mit 4 Prozent Waldanteil vergleichsweise häufig zu finden ist und oft in größeren Beständen auftritt.
Die Wälder der Rehbergregion besitzen eine insgesamt recht ausgewogene Altersstruktur von 8 bis 184 Jahren. So beläuft sich der Anteil von bis 49 Jahre alten Beständen auf 34 Prozent, während die 50- bis 100-jährigen Bäume mit 41 Prozent den höchsten Wert erreichen. Alte (100–149 Jahre) und sehr alte (150–200 Jahre) Bestände sind dagegen nur noch mit 17 bzw. 7 Prozent vertreten. Diese Daten belegen die forstlichen Bemühungen, den Rehbergwald zu einem naturnahen Mischwald umzugestalten.

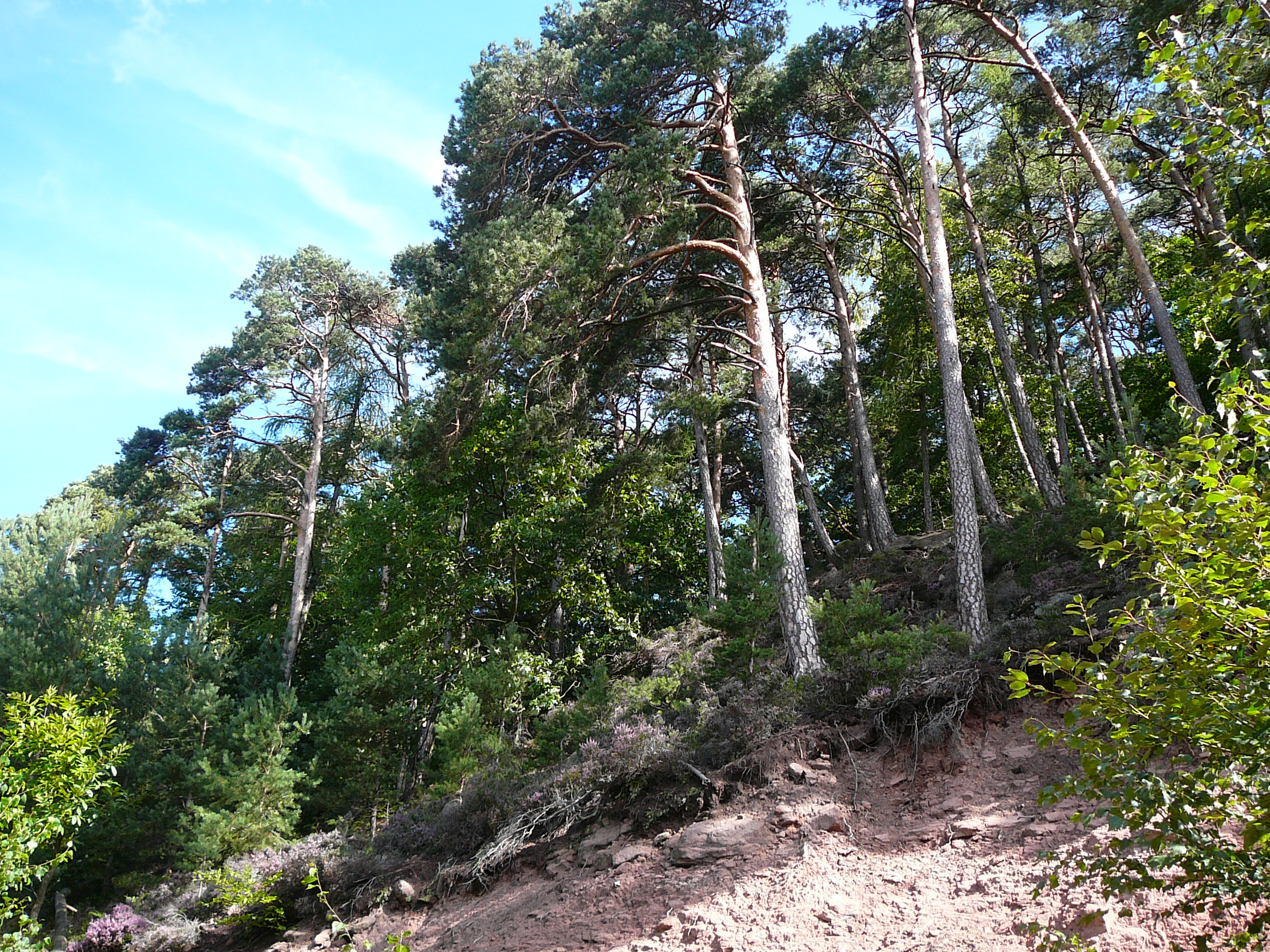
Fast 200-jähriger Kiefernbestand am Nordwesthang des Rehbergs

Der Forstdistrikt Rehberg ist in mehrere „Waldorte“ aufgeteilt, die durch unterschiedliche Standort- bzw. Wuchsbedingungen, wie z. B. Exposition, Bodengüte und klimatische Faktoren, gekennzeichnet sind. So befinden sich am schattigen Nord- und Nordosthang des Rehbergs hauptsächlich Baumarten, die eher kühle und feuchte Standorte bevorzugen. Es handelt sich um Nadelhölzer wie Tannen (etwa 35 Prozent), Douglasien (etwa 10 Prozent) und Lärchen (etwa 13 Prozent), die häufig mit Buchen (etwa 31 Prozent), aber auch mit Birken, Edelkastanien und Küstentannen abwechslungsreiche Mischwaldbestände bilden. Dagegen herrschen auf den trockenen und sonnigen Sandböden des Süd- und Südwesthangs andere Wachstumsbedingungen. Dort dominieren anspruchslose Kiefern mit bis zu 55 Prozent Flächenanteil das Waldbild, wobei häufig Buchen mit ähnlichem Anteil untergemischt sind. Es handelt sich um einen typischen Kiefern-Buchen-Mischwald, wie er häufig auf nährstoffarmen, mageren Sandböden wächst und deshalb in verschiedenen Regionen des Pfälzerwaldes beobachtet werden kann.
Eine Besonderheit bildet ein Bestand von aus dem Jahr 1827 stammenden Waldkiefern, der auf einer Fläche von 0,8 Hektar am Nordwesthang des Rehbergs zu finden ist und wahrscheinlich autochthonen Charakter besitzt. Auch im Gipfelbereich des Rehbergs sind Nadelhölzer vorherrschend, wobei allerdings ein größerer Artenreichtum als in tieferen Lagen zu verzeichnen ist. Zwar dominiert auch dort die Kiefer mit einem Flächenanteil von etwa 30 Prozent, andere Baumarten wie Lärche mit 22, Douglasie mit 12 und Fichte mit 8 Prozent schaffen jedoch ein Gegengewicht. Laubhölzer wie Buche mit 20 und Traubeneiche mit 8 Prozent Flächenanteil ergänzen die Vielfalt dieses Mischwaldes. Dabei ist dieser speziell im Gipfelbereich besonderen klimatischen Einflüssen, vor allem durch starken Wind, ausgesetzt, die das Wachstum der verschiedenen Pflanzengesellschaften in spezifischer Form, z. B. durch die Entwicklung von Windflüchtern, beeinflussen können.

#### Weitere Pflanzengesellschaften
Hinsichtlich anderer Pflanzengesellschaften sind im Rehberggebiet keine spezifischen Besonderheiten bekannt, so dass generell die gleichen Verhältnisse wie im übrigen Pfälzerwald herrschen. Am häufigsten finden sich Buchenwälder mit relativ artenarmer Bodenflora, die sich aus bodensäureliebenden Arten wie der Drahtschmiele, dem Wiesenwachtelweizen, dem Wolligen Honiggras, der Weißen Hainsimse und der Waldhainsimse zusammensetzt. Neben diesen Arten kommen in Tannen-Buchen Mischbeständen zusätzlich noch das Rundblättrige Labkraut und der Waldschwingel vor. An schattigen und feuchten Standorten der Nord- und Ostseite wachsen verschiedene Farnarten (Rippenfarn, Berglappenfarn) und Moose, während an Wegrändern und Lichtungen des trockeneren Süd- und Südwesthangs Ginster (Behaarter und Deutscher Ginster, Besenginster) und Heidekraut (Besenheide) gedeihen. Auch verschiedene Pilze und Beeren (z. B. Heidelbeeren) sind an geeigneten Standorten zu finden.

### Fauna
Auch bei der Fauna ergeben sich keine Unterschiede zum übrigen Pfälzerwald. Besonders ins Auge fallen zunächst die großen Säugetiere, die durch Paarhufer wie Rothirsch, Reh und Wildschwein vertreten werden. Neben Rotfuchs, Dachs, Eichhörnchen, Steinmarder, Baummarder, Iltis, Hermelin und Mauswiesel usw. ist auch die Wildkatze im Pfälzerwald beheimatet. Sie kommt im Raum Annweiler zwar regelmäßig vor, ist aber in der Natur nur gelegentlich zu beobachten. Von den kleineren Säugetieren kommen z. B. die Waldspitzmaus, die Rötelmaus und die besonders in dichten Waldbeständen lebende Gelbhalsmaus vor. Auch Garten- und Siebenschläfer sind im Rehberggebiet anzutreffen. An Vögeln sind unter anderem der Fichtenkreuzschnabel und wegen der vielen Altholzbestände vor allem auch der Schwarzspecht vertreten. Während Haselhuhn und Auerhuhn im Wasgau ausgestorben sind, ist der Wanderfalke seit einigen Jahrzehnten im Wasgau wieder heimisch geworden. Er hat seine Nistplätze auch auf verschiedenen Sandsteinfelsen der Rehbergregion (z. B. auf dem nur 1,5 km entfernten Asselstein oder dem Rötzenstein bei Gossersweiler), die deshalb strengen Zugangsbeschränkungen unterworfen sind (siehe auch Abschnitt Naturdenkmäler). Besonders ins Auge fallen in der Klasse der Insekten die Hügelnester der Waldameisen, von denen es im Rehberggebiet mehrere Arten gibt, z. B. die Kahlrückige Waldameise und die Rote Waldameise.

## Geschichte

### Name
Etymologisch gesehen hat der Name Rehberg nichts mit dem Waldtier Reh zu tun, sondern wird auf das althochdeutsche bzw. altfränkische Recho oder auch Rechan zurückgeführt, aus dem sich dann im Mittelhochdeutschen die Bezeichnung Reche(t) für Angehäuftes oder Zusammengescharrtes entwickelte. Dieser Begriff hat sich im rheinfränkischen Sprachraum, zu dem auch das pfälzische Dialektgebiet gehört, als Rech erhalten und bedeutet steiler Hang bzw. Abhang. Die Bezeichnung Rehberg ist damit eine volksetymologische Uminterpretation des ursprünglichen Begriffs Rech(e)-Berg und kann deshalb sinngemäß als Berg mit steilen Abhängen verstanden werden.

### Wirtschaftliche Nutzung

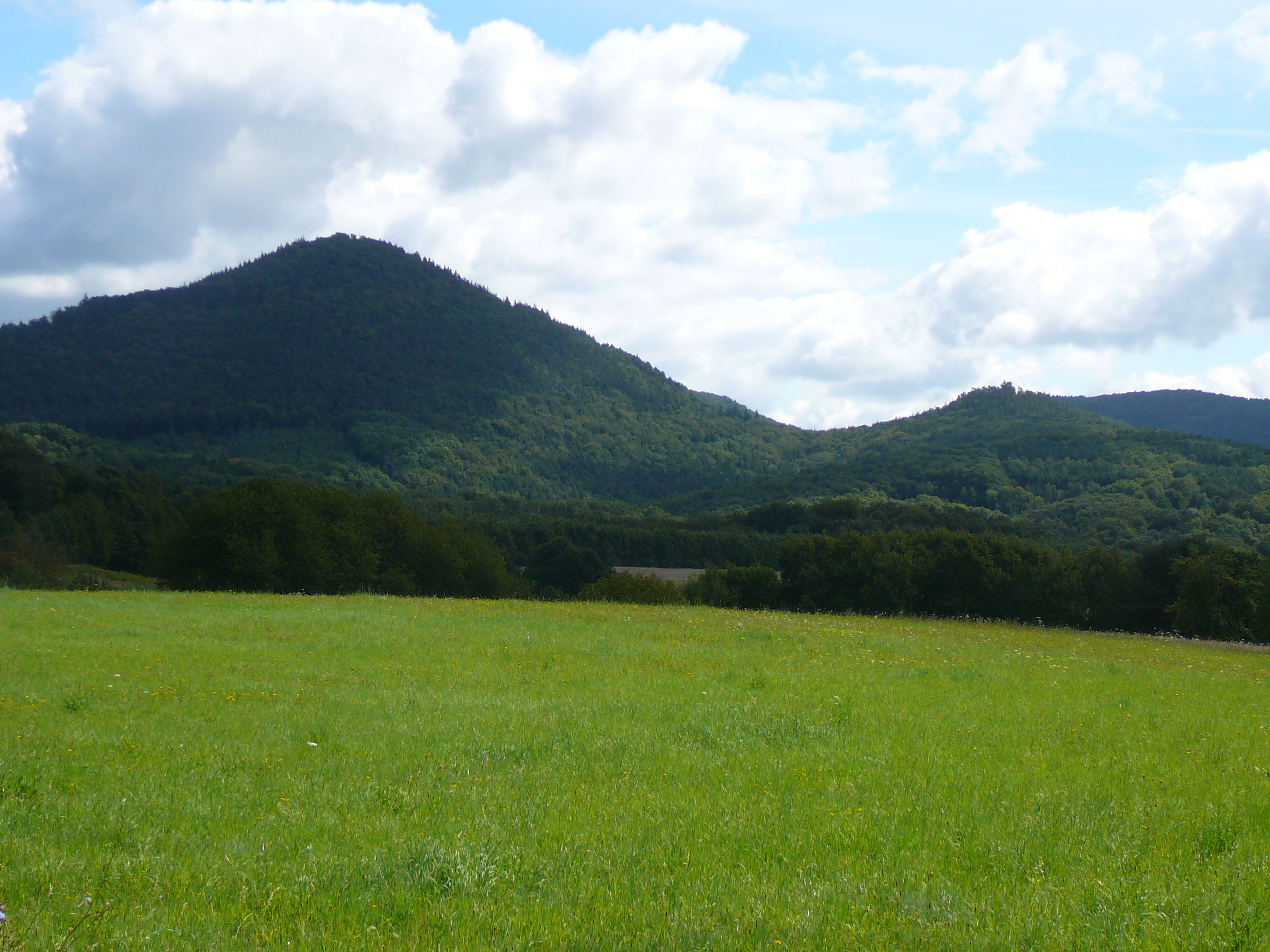
Landwirtschaftlich genutzte Verebnungsflächen und bewaldete Steilhänge bei Waldrohrbach: Im Hintergrund Rehberg (links) und Kleiner Hahnstein (rechts)

Die im Hochmittelalter einsetzende Kolonisation und Urbarmachung des Pfälzerwaldes, die ihren Höhepunkt in den Epochen der Salier und Staufer (10. bis 13. Jahrhundert) hatten, führten auch im Gebiet um Trifels und Rehberg zu umfangreichen Rodungs- und Erschließungsmaßnahmen, die sich vor allem auf Tallagen und die den Rehberg umgebenden Verebnungsflächen konzentrierten. Diese Flächen waren gut zu bewirtschaften und boten einigermaßen ertragreiche Böden, während der Rehberg selbst und andere Erhebungen wegen ihrer Steilhänge und nährstoffarmen Sandböden dem Wald vorbehalten blieben. Dieser diente dann über Jahrhunderte hinweg in erster Linie als Rohstoff- und Energielieferant z. B. für Bau- und Brennholz, aber auch zur Waldweide und zur Gewinnung von Nadeln und Laub als Einstreu bei der Viehhaltung im Stall. Allerdings scheinen die Waldgebiete am Rehberg für die Bevölkerung der umliegenden Orte (Bindersbach, Waldrohrbach, Waldhambach) nicht zu allen Zeiten uneingeschränkt zur Verfügung gestanden haben. Diese Deutung lässt jedenfalls eine alte Flurkarte aus dem Jahre 1604 zu, in welcher der Wald am Rehberg als „Bischöfflich Speirischer Wald“ bezeichnet und damit dem Hochstift Speyer zugeordnet wird. In die gleiche Richtung verweist auch die Bezeichnung Im Spitalwald, die in einer Aufstellung Bindersbacher Flurnamen zu finden ist und auf das ehemalige Bürgerspital Landau als Eigentümer hinweist.
Die Bewirtschaftung des Waldes orientierte sich häufig nicht am Prinzip der Nachhaltigkeit, sondern war durch Übernutzung und Raubbau gekennzeichnet und führte zur allmählichen Verarmung, ja Verwüstung vieler Wälder. Diese Negativentwicklung fand erst durch Einführung einer geregelten Forstwirtschaft im 18. und 19. Jahrhundert ihr Ende, für die nicht mehr nur die Nutzung, sondern vor allem auch die Pflege des Waldes im Vordergrund standen.

### Touristische Erschließung

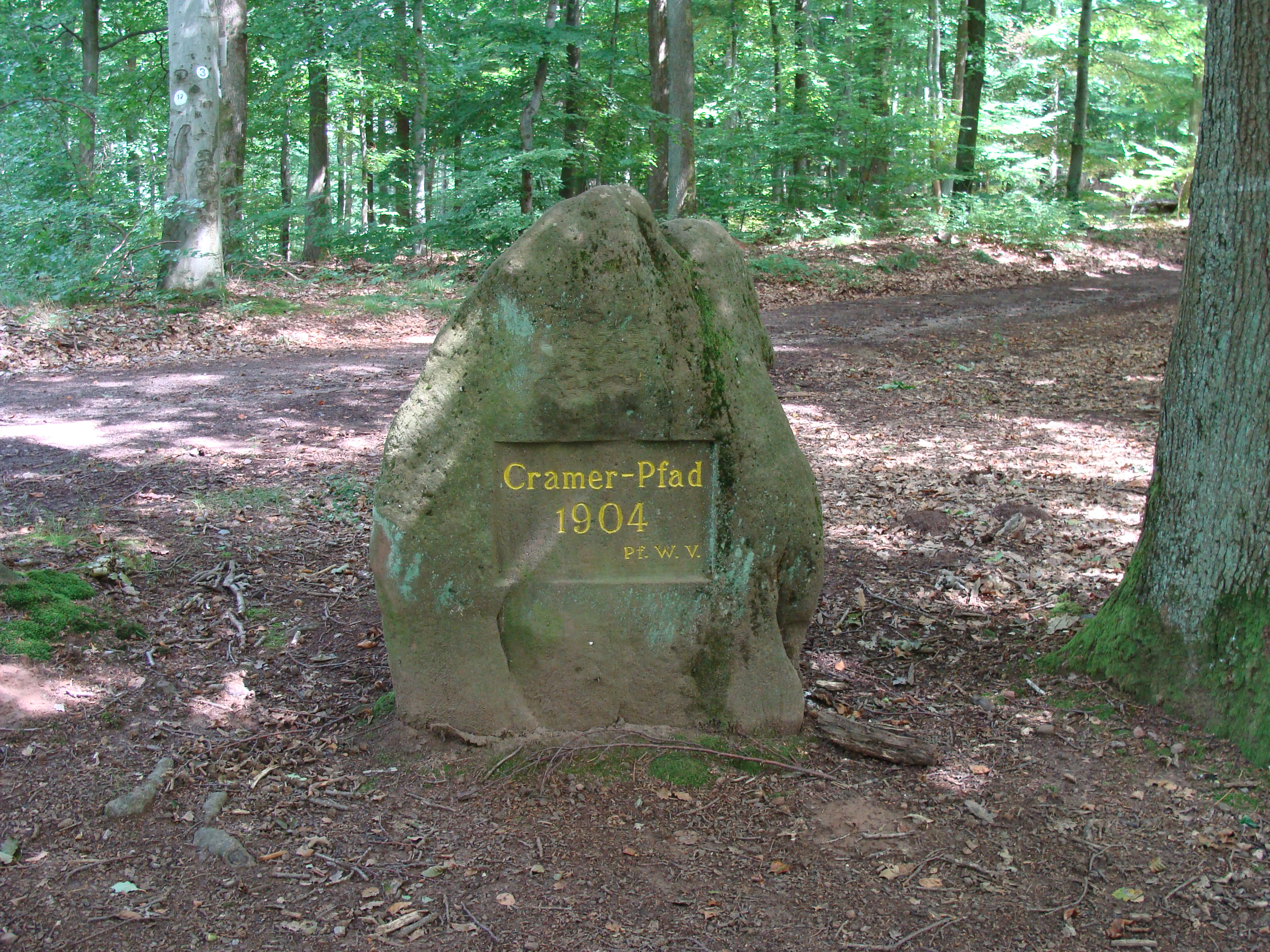
Ritterstein 42 des PWV am Cramer-Pfad

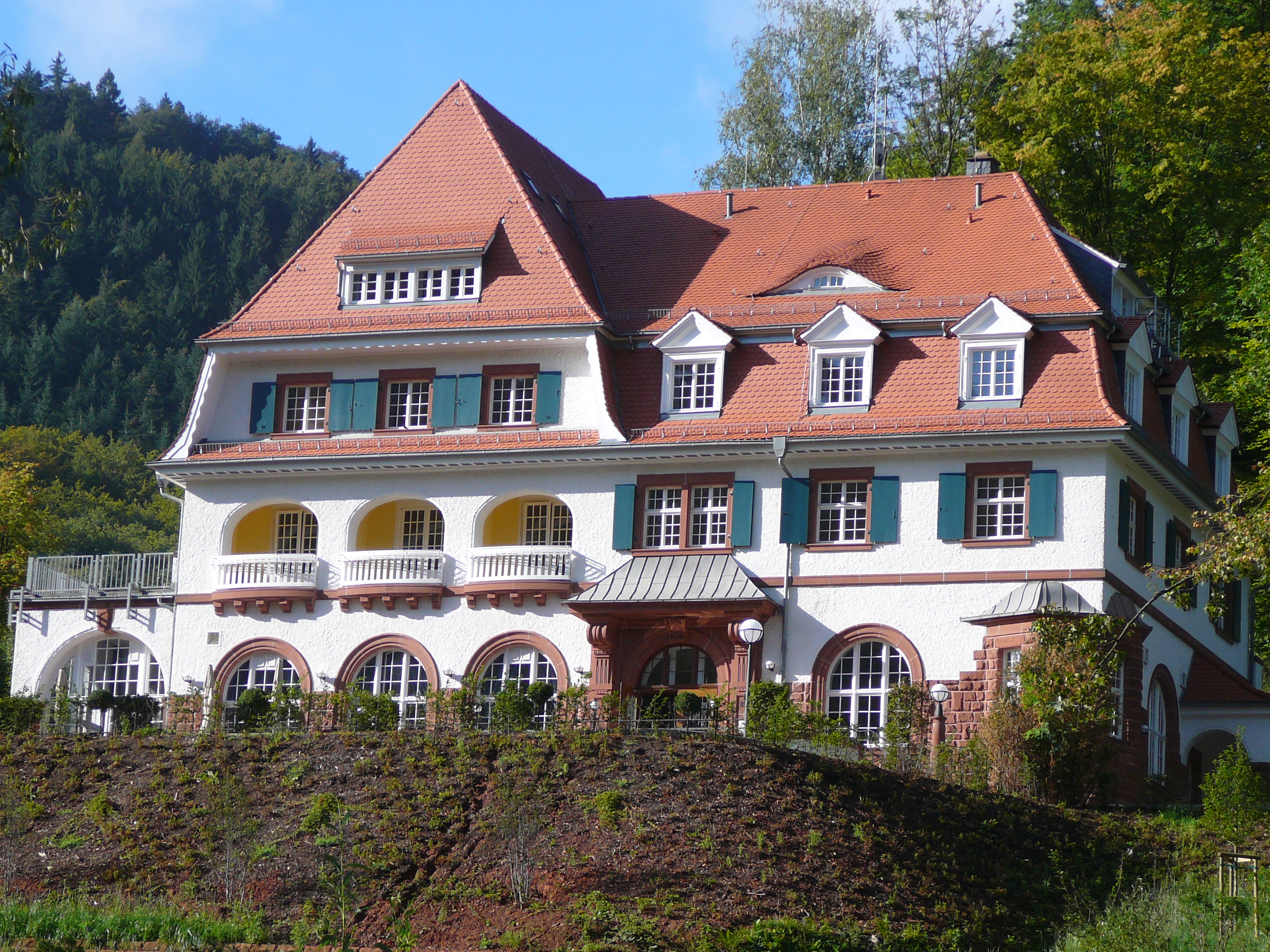
Kurhaus Trifels in Annweiler-Bindersbach

Während der Pfälzerwald früher in erster Linie als Quelle zur Rohstoff- und Energieversorgung betrachtet wurde (siehe Abschnitt Wirtschaftliche Nutzung), kam es mit zunehmender Industrialisierung im 19. und 20. Jahrhundert zu einem Einstellungswandel, der die Bedeutung des Mittelgebirges als Erholungs- und Freizeitraum mehr und mehr in den Vordergrund rückte.
So setzten auch in der Region Annweiler intensive Bemühungen ein, die Voraussetzungen für den Tourismus zu schaffen. Ein erster Schritt war die Errichtung des Rehbergturms im Jahre 1862 auf Veranlassung von Christian Zöppritz. Ihren Höhepunkt hatte diese Entwicklung zu Beginn des 20. Jahrhunderts. Um die Idee des geselligen Wanderns zu verwirklichen, wurde im Jahre 1902 der Pfälzerwald-Verein (PWV) und im Jahre 1904 seine Ortsgruppe Annweiler gegründet. Ihrer ehrenamtlichen Arbeit ist es zu verdanken, dass die Gebiete um Trifels und Rehberg als attraktive Wanderregionen erschlossen wurden. Es wurden Wanderwege markiert oder neu geschaffen, z. B. der Cramer-Pfad, und zu einem dichten Wegenetz verknüpft; außerdem wurden Schutzhütten gebaut, Quellen und Brunnen neu gefasst und Ruhebänke aufgestellt.
Eine besondere touristische Bedeutung besaß ferner das Ludwigshafener Erholungsheim Trifels, das in den Jahren zwischen 1909 und 1911 in Bindersbach gebaut und dessen Umgebung gleichzeitig parkähnlich angelegt wurde. Im Rahmen dieser Baumaßnahmen folgte im Jahre 1913 im Sattel zwischen Rehberg und Asselstein die Einrichtung eines waldbotanischen Gartens. Im Laufe seiner wechselvollen Geschichte mit unterschiedlichen Eigentümern und Zwecksetzungen wurde das Jugendstilgebäude des Erholungsheims mehrfach umgebaut und schließlich grundlegend saniert. Als Kurhaus Trifels dient es seit dem Abschluss dieser Renovierungen am 17. Mai 2011 als Begegnungszentrum und Seminarort für Wissenschaftler unterschiedlicher Fachrichtungen. 

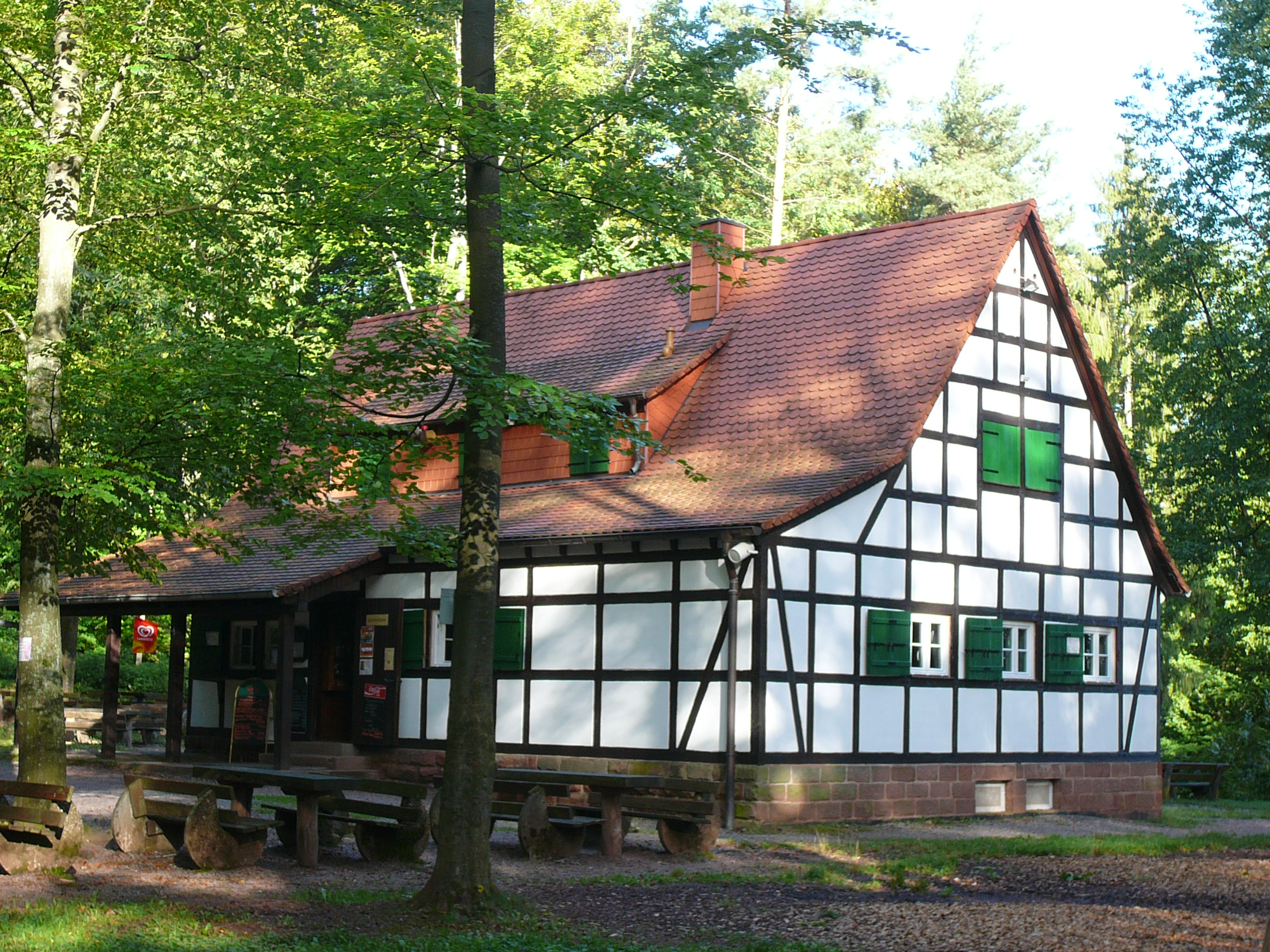
Klettererhütte zwischen Rehberg und Asselstein

Nach dem Zweiten Weltkrieg führten wachsende Motorisierung, verbesserter Lebensstandard und ein zunehmendes Bedürfnis nach Erholung zur Entwicklung typischer Formen des Massentourismus, die auch vor der Region Annweiler nicht Halt machten. Die Besucherzahlen stiegen stetig, wobei Tagestouristen und Kurzurlauber überwogen, eine Tendenz, die sich laut neueren Erhebungen bis in die Gegenwart fortgesetzt hat. Diesem Sachverhalt wurde in den 1970er und 1980er Jahren durch Anlage von Waldparkplätzen mit Rundwanderwegen Rechnung getragen, wobei der Verein Naturpark Pfälzerwald federführend war. Diese Anstrengungen schlugen sich auch in der Rehbergregion nieder, wo an der Trifelsstraße der Parkplatz Rehberg mit Rundwanderwegen eingerichtet und damit ein bequemer Zugang zum Rehberggipfel geschaffen wurde (siehe auch Abschnitte Erreichbarkeit und Wandermöglichkeiten). In der Nähe dieses Parkplatzes liegt auf dem Sattel zwischen Rehberg und Asselstein die schon im Jahre 1952 von der Vereinigung der Pfälzer Kletterer eröffnete Klettererhütte, die als Ausgangspunkt für Klettertouren und Wanderungen zum Asselstein und Rehberg dienen kann.
Eine weitere Ergänzung erfuhr das Angebot für Erholungstouristen in der ersten Dekade des 21. Jahrhunderts durch Einrichtung mehrerer neuer Themenwanderwege, die als Ziel- oder Rundwanderwege konzipiert sind. Für den Raum Rehberg/Trifels sind z. B. Richard-Löwenherz-Weg, Burgenweg und Buntsandsteinweg zu erwähnen, wobei die beiden ersten vom Deutschen Wanderinstitut als Premiumwanderwege zertifiziert wurden (siehe Abschnitt Wandermöglichkeiten).

## Sehenswürdigkeiten und Tourismus

### Erreichbarkeit

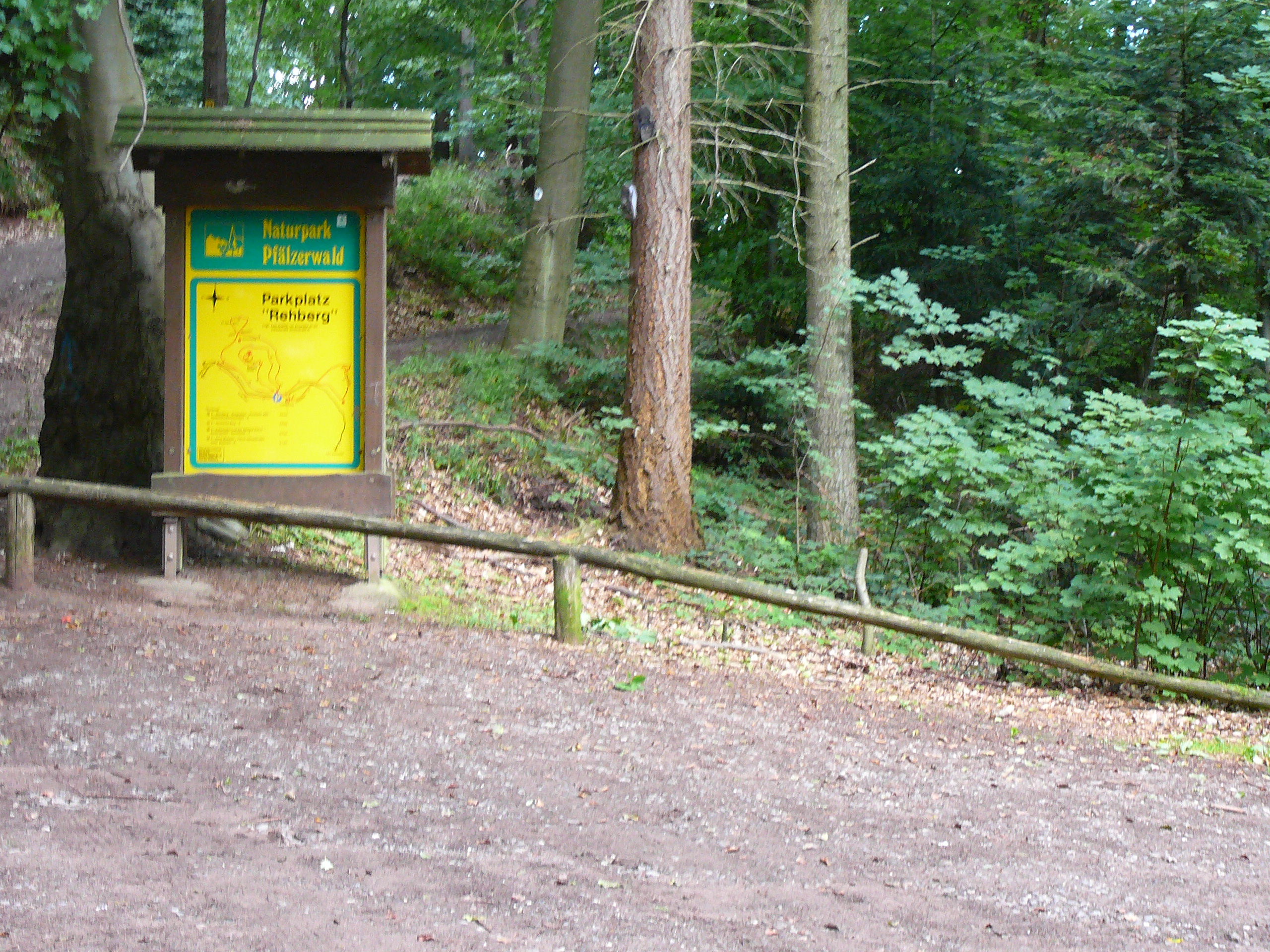
Parkplatz Rehberg an der Trifelsstraße

Das eigentliche Rehberggebiet ist weder mit individuellen noch mit öffentlichen Verkehrsmitteln zu erreichen, eine Besteigung des Berges ist nur zu Fuß oder mit dem Fahrrad (Mountainbike) durchführbar (siehe Abschnitt Wandermöglichkeiten).
Als kürzeste Möglichkeit bietet sich an (siehe Abschnitt Touristische Erschließung), vom Waldparkplatz Rehberg auf einem Wanderpfad direkt auf den Gipfel des Rehbergs zu steigen. Hierzu verlässt man am westlichen Stadtrand von Annweiler die Bundesstraße 10 und benutzt die ausgeschilderte Zufahrt zur Burg Trifels, die als Trifelsstraße (Kreisstraße 2) nach etwa 3 km den genannten Parkplatz berührt, der neben einer 360,6 m hohen Straßenstelle liegt. Fährt man die Straße weiter in Richtung der Burg, kommt man nach 1,5 km an einen Sattel (mit Parkmöglichkeiten) zwischen Rehberg und Wetterberg (512,7 m), von wo aus der Rehberggipfel ebenfalls erreicht werden kann.
Der Rehberg kann auch direkt vom Tal aus erwandert werden, wobei die verschiedenen Routen nicht nur wegen der größeren Länge, sondern vor allem wegen ihrer Gesamtsteigung von etwa 400 Höhenmetern Ausdauer und Kondition voraussetzen. Eine dieser Aufstiegsmöglichkeiten beginnt am Bahnhof Annweiler und ist deshalb auch für nicht motorisierte Besucher des Rehbergs interessant, da dort zur Anreise der ÖPNV die Bahnstrecke Landau–Rohrbach der Deutschen Bahn genutzt werden kann. Der Berg kann auch vom Kaiserbachtal im Süden, entweder von Waldrohrbach oder Waldhambach aus, erstiegen werden.

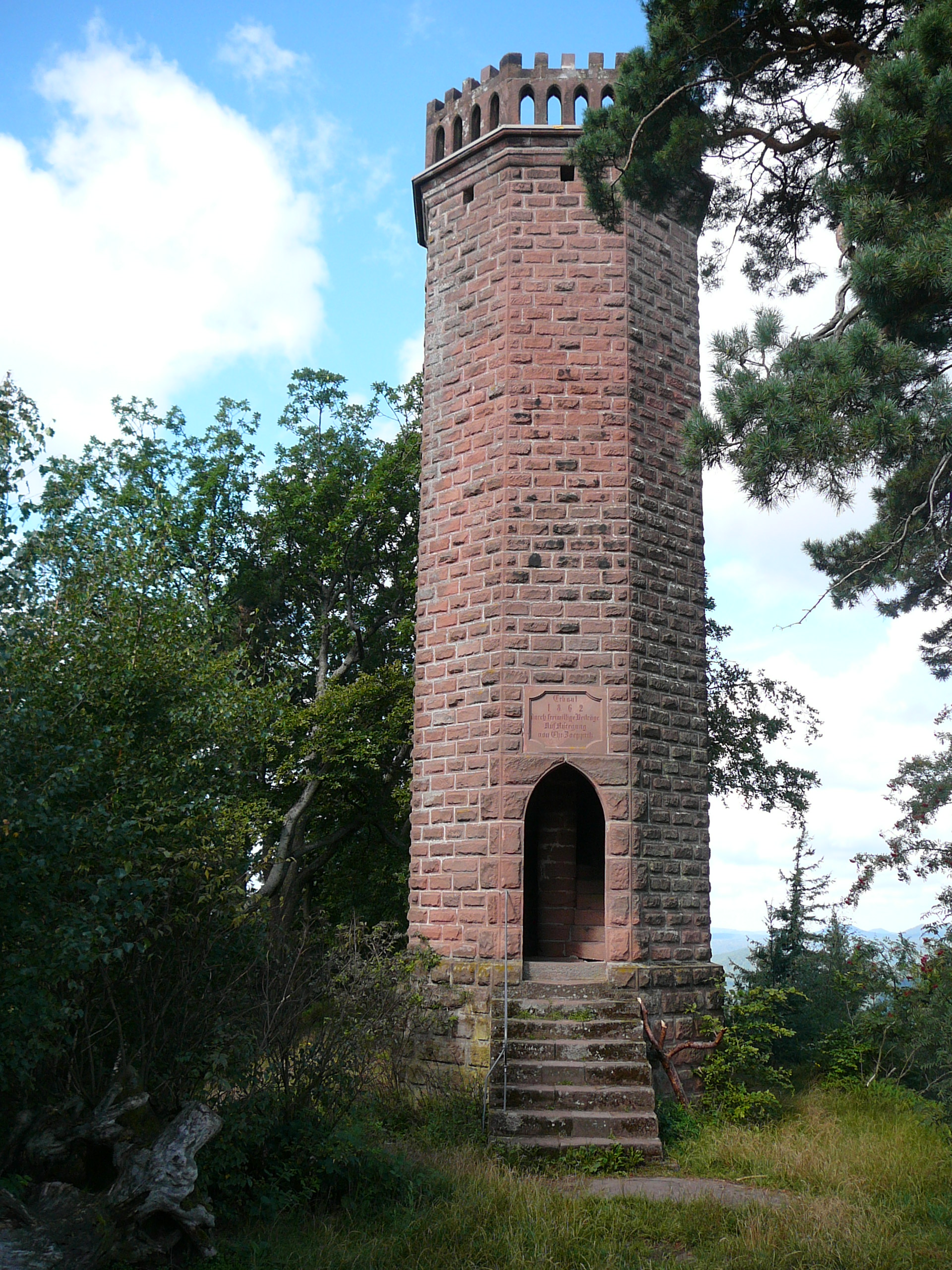
Rehbergturm

### Aussichtsturm und Rundblick

#### Aussichtsturm
Der 14 m hohe achteckige Aussichtsturm ist aus behauenen Sandsteinen errichtet. Er besteht aus einem Sockel von 2 m Höhe und dem eigentlichen Turmaufbau, der ohne Berücksichtigung der Brüstung eine Höhe von 12 m erreicht. Zu seiner spitzbogigen Türöffnung führt außen eine neunstufige Freitreppe, zu seiner Aussichtsplattform mit zinnengekrönter Außenmauer innen eine Wendeltreppe mit 49 Stufen. Der Sockel bildet ein Oktogon mit Seitenlängen von jeweils 1,5 m, sein Umfang beträgt 8 × 1,50 = 12 m.

#### Rundblick
Indem der Rehberg deutlich über seine nähere Umgebung herausragt, ermöglicht er von seinem Gipfel aus einen ungehinderten Panoramablick. Höhere Berge, von denen einige 600 m übertreffen, gibt es erst im mittleren Pfälzerwald, nämlich – jeweils mindestens 8 bis 10 km entfernt – im Nordosten am Haardtrand sowie im Nordwesten auf der Frankenweide (siehe Abschnitt Dominanz und Schartenhöhe).

Panoramablick vom Rehbergturm auf den zentralen und östlichen Pfälzerwald, rechts von der Mitte vorn der Trifels

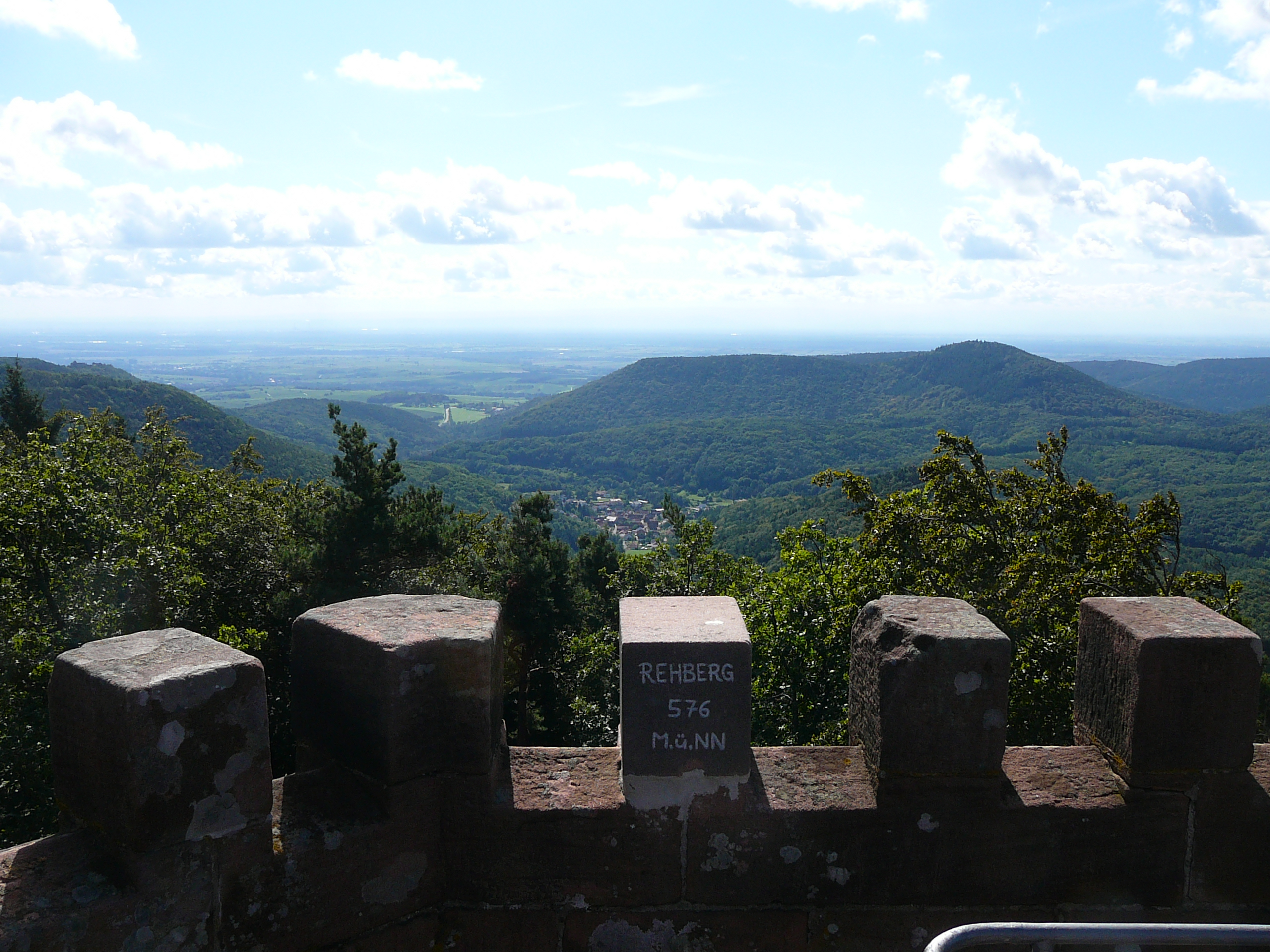
Blick vom Rehbergturm nach Südosten: Hinter den Zinnen von links nach rechts Madenburg, Kaiserbachtal und Treutelsberg

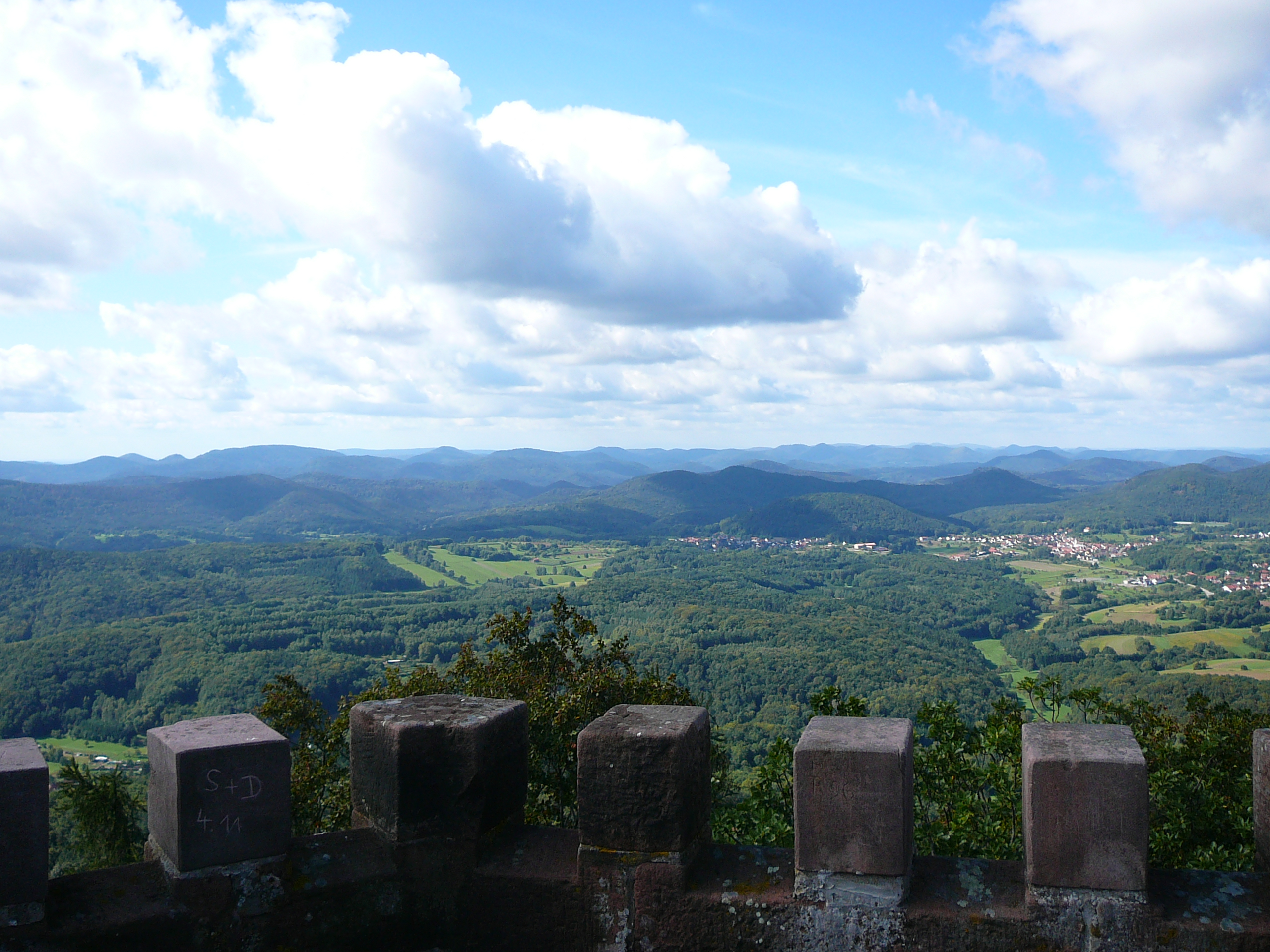
Blick vom Rehberg nach Süden: Im Hintergrund von links nach rechts Hohe Derst und Großer Wintersberg

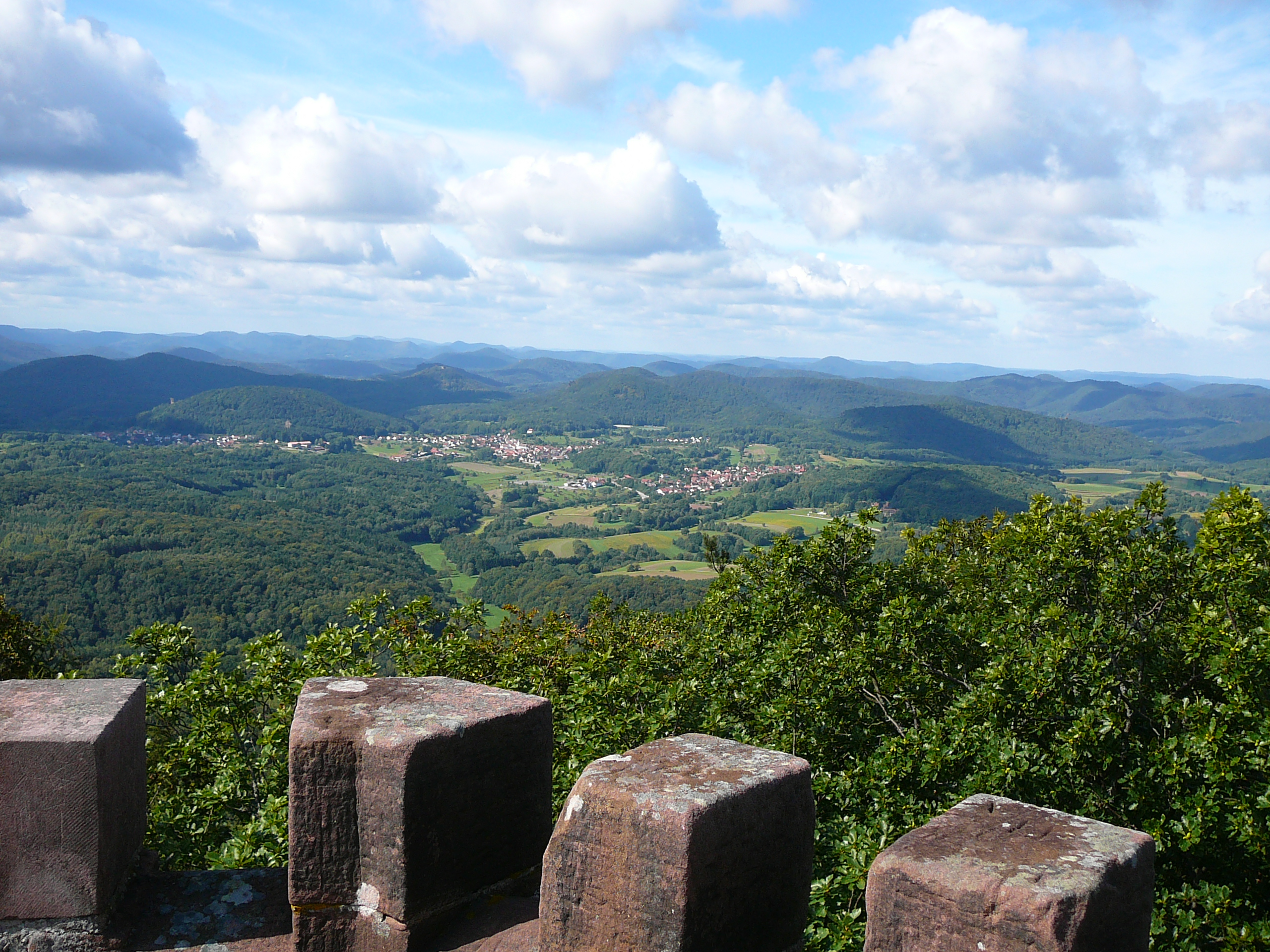
Blick vom Rehbergturm nach Südwesten: In der Bildmitte Burg Lindelbrunn, dahinter Wegelnburg und Hohenburg

Richtet man den Blick zunächst Richtung Nordwesten (linke Seite des Panoramabildes), so springen im Vordergrund als erstes der massive Felsklotz des Asselsteins und links daneben der Ebersberg (462,1 m) mit dem Wasgaublick ins Auge, während sich dahinter die vielgestaltige Berglandschaft des inneren Pfälzerwaldes ausbreitet. Am Horizont erkennt man einen etwa 10 bis 15 km Luftlinie entfernten langgezogenen Gebirgskamm, der teilweise die Wasserscheide zwischen Rhein und Mosel bildet und mit dem Weißenberg (609,9 m, Luitpoldturm), Mosisberg (608,7 m) und Eschkopf (608,3 m, Aussichtsturm) die höchsten Erhebungen des westlichen Pfälzerwaldes trägt.
Schaut man nach Norden und Nordosten, so sieht man in der Bildmitte die Stadt Annweiler, die sich von West nach Ost im Tal der Queich erstreckt. Das Queichtal ist aus naturräumlicher und siedlungsgeografischer Sicht die Hauptachse des südöstlichen Pfälzerwaldes und bildet mit der Bundesstraße 10 eine wichtige Verkehrsader. Direkt oberhalb von Annweiler ragt die Kuppe des Großen Adelbergs (567,4 m) heraus, an den sich die kompakten Waldgebiete der Frankenweide und des Annweilerer Bürgerwaldes anschließen. Am Horizont dahinter ist bei guter Sicht der Donnersberg (686,5 m), der höchste Berg der Pfalz, auszumachen. In nordöstlicher Richtung haftet der Blick im Vordergrund an der sogenannten „Burgdreifaltigkeit“ von Trifels, Anebos und Scharfenberg (Münz), während sich im Hintergrund die Berge des östlichen Pfälzerwaldes, der Haardt, mit dem auch Schänzel genannten Steigerkopf (613,6 m), dem Kesselberg (661,8 m), dem Roßberg (637 m) und dem Orensberg (581,2 m) ausbreiten. Dazwischen haben sich Eußerbach und Dernbach im Bereich des Ramberger Tals tief in das Buntsandsteinpaket eingeschnitten; zusammen münden sie als Eisbach bei Albersweiler in die Queich.
Südlich davon (rechte Seite des Panoramabildes) wandelt sich das Landschaftsbild und zeigt nun die typischen Merkmale des Wasgaus. Hinter den Kegelbergen der „Burgdreifaltigkeit“ erblickt man weitere Bergkegel, die den Wasgau zur Rheinebene hin abgrenzen. Zu sehen sind von Nord nach Süd vor allem: Hohen-Berg (551,9 m), Wetterberg (512,7 m) und Rothenberg (476,3 m) mit der Madenburg. Dahinter ermöglichen die Taleinschnitte von Ranschbach, Birnbach und Kaiserbach einen Blick in die Vorhügelzone der Weinstraße mit ihren zahlreichen Winzerdörfern und in die sich anschließende Oberrheinische Tiefebene, wobei die Stadt Landau im Talausschnitt des Birnbachs deutlich zu erkennen ist. Weiter im Nordosten lässt sich bei guter Fernsicht die Silhouette des Speyerer Doms und der etwa 70 bis 80 km entfernte westliche Odenwald identifizieren, wobei der Königstuhl (570,3 m) bei Heidelberg, der Steinbruch bei Schriesheim und der Melibokus (517,4 m) bei Zwingenberg besonders auffallen.
Beim Blick nach Südosten und Süden sieht man als erstes auf der gegenüberliegenden Seite des Kaiserbachtals den Treutelsberg mit Aussichtsturm (503,7 m) und die südwestlich von Bad Bergzabern gelegene Hohe Derst (560,5 m). Durch die Talausschnitte von Kaiser- und Klingbach werden erneut Teile der Oberrheinischen Tiefebene mit dem Bienwald und – bei klarer Sicht – dahinter die charakteristischen Umrisse des Straßburger Münsters sichtbar. Etwas östlicher überblickt man den Großraum Karlsruhe mit seinen Industrieanlagen und weiter im Süden die 80 bis 90 km entfernte Bergkette des Nordschwarzwalds mit Badener Höhe (1002,2 m) und Hornisgrinde (1164,4 m).
Richtung Südwesten und Westen präsentiert sich dem Betrachter das Kerngebiet des Wasgauer Felsenlandes: Im Vordergrund erheben sich aus den Verebnungsflächen um Gossersweiler und Völkersweiler die Felsberge des Dimbergs (418,1 m), Rötzenbergs (459,1 m) und der prägnante Bergkegel mit Burg Lindelbrunn (437,6 m). Südwestlich ist die vielgestaltige „Kuppenlandschaft“ des Dahner Felsenlandes um Hauenstein und Dahn und weiter im Süden im Grenzgebiet Pfalz/Elsass der ebenfalls kegelförmige Doppelgipfel mit Wegeln- (570,9 m; Deutschland) und Hohenburg (551 m; Frankreich) zu sehen. Bei geeigneten Sichtverhältnissen erscheint dahinter der Große Wintersberg im benachbarten Elsass, der mit etwa 581 m Höhe den Rehberg um 4 m übertrifft und damit der höchste Berg des gesamten Wasgaus ist. Noch weiter im Süden überragen, schon jenseits der Zaberner Steige, die Berge der Nordvogesen, wie Mutzigfelsen (ca. 1009 m) und Donon (ca. 1008 m), das Wäldermeer des Wasgaus.

### Burgen

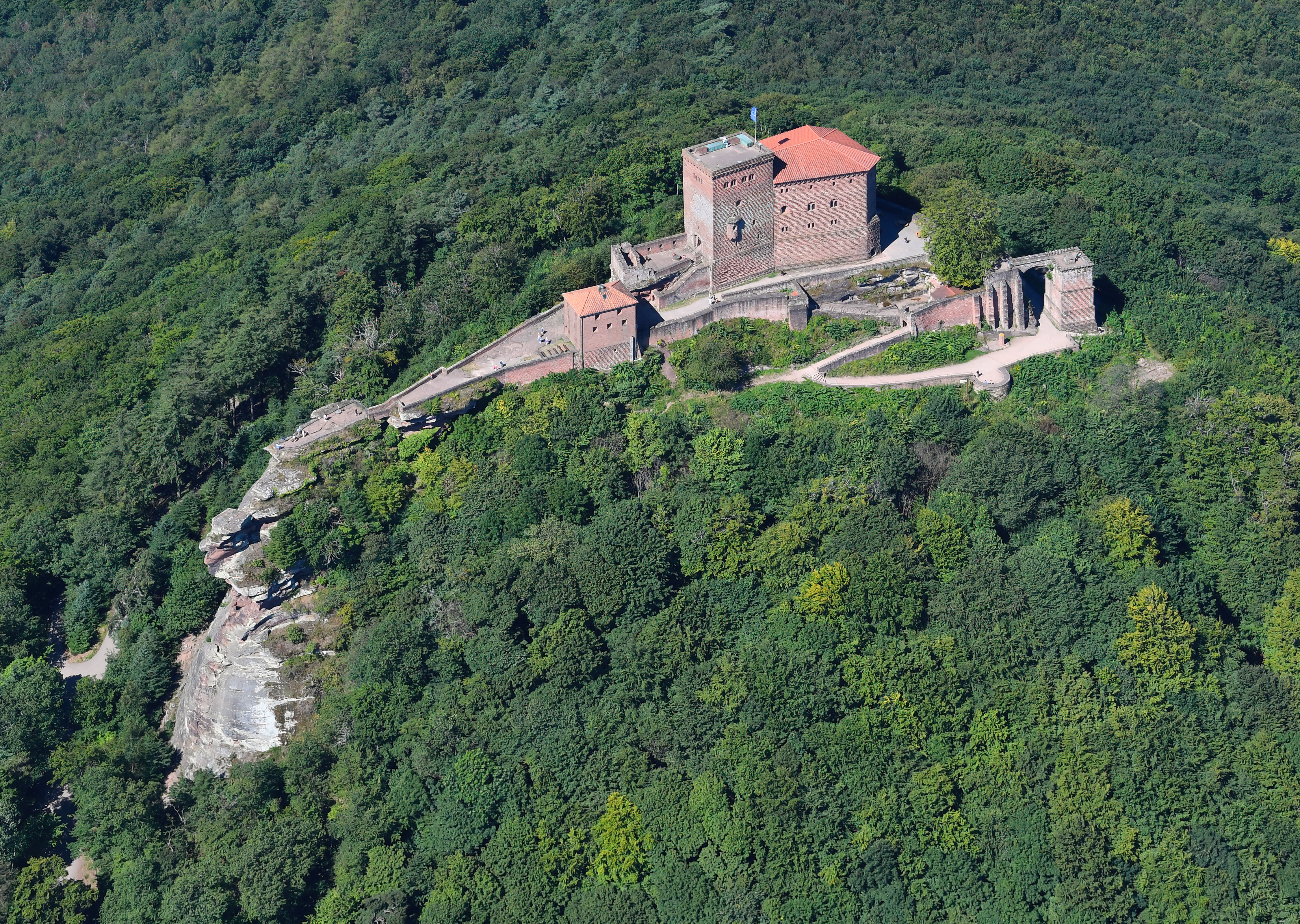
Reichsburg Trifels

In einer Entfernung von nur 2 km sind dem Rehberg im Nordosten auf einer Linie, die von Nordwest nach Südost zeigt, drei mittelalterliche Burgen vorgelagert: das Dreigestirn aus Reichsburg Trifels, Anebos und Scharfenberg. Nur einige Kilometer weiter ist es zu den Burgen am Haardtrand im Osten und Südosten – Neukastel, Madenburg, Waldschlössel und Landeck – und zur Burg Lindelbrunn im Südwesten. Daneben bestanden im Mittelalter zwischen Anebos und Scharfenberg zwei aus Holz errichtete Burgen, die auf zwei Felsen (Fensterfels und Münzfels) gebaut waren und als Beobachtungswarten dienten. Beim Heidenschuh, einer Ringwallanlage auf einem Ausläufer des Treutelsberges, handelt es sich um eine Fliehburg, die vermutlich aus dem frühen Mittelalter (8./9. Jahrhundert) stammt.
Die meisten der Burgen wurden von den salischen und staufischen Herrschern angelegt, um ihre südwestdeutschen Stammlande zu sichern. Einige kamen, häufig durch Schenkung, in kirchlichen Besitz, etwa des Hochstifts Speyer oder des Klosters Weißenburg. Im Lauf der Jahrhunderte wurden dann die Lehen der durch die weltlichen oder kirchlichen Machthaber eingesetzten Burgverwalter erblich, und es entwickelten sich Rittergeschlechter, die ihre Namen von den Burgen ableiteten.

### Schutzgebiete
Von den im Landesnaturschutzgesetz Rheinland-Pfalz aufgeführten Schutzkategorien sind für den Rehberg und sein Umfeld in erster Linie die Kategorien „Biosphärenreservat“ und „Naturdenkmal“ von Bedeutung.

#### Biosphärenreservat
Der Rehberg gehört als Teil des Wasgaus zum grenzüberschreitenden Biosphärenreservat Pfälzerwald-Nordvogesen. In Umsetzung der UNESCO-Leitlinien Man and Biosphere (MAB) erließ das Land Rheinland-Pfalz 2007 eine Rechtsverordnung, in der ein Zonierungskonzept mit unterschiedlichen Schutzzielen und abgestufter Schutzintensität enthalten ist. Dabei wird der Pfälzerwald in drei Zonen, nämlich Kern-, Pflege- und Entwicklungszonen eingeteilt, wobei der Rehberg Zone 3, der „Entwicklungszone“, zugeordnet ist. Diese steht dem Menschen dauerhaft für umweltgerechte Entwicklungen und Nutzungen offen, unterliegt also geringeren Nutzungseinschränkungen, als dies in den beiden anderen Schutzzonen der Fall ist. Laut Landesnaturschutzgesetz des Landes Rheinland-Pfalz § 19,2 entspricht dies der Kategorie „Landschaftsschutzgebiet“. Dabei sollen die natürliche Vielfalt, Eigenart und Schönheit der Landschaft, die Leistungsfähigkeit ihres Naturhaushalts und damit ein geeigneter Lebensraum für Pflanzen und Tiere erhalten oder wiederhergestellt werden. Für den Rehberg bedeutet dies unter anderem eine ökologisch orientierte Form forstwirtschaftlicher Nutzung, die sich an den Prinzipien der Nachhaltigkeit und des naturnahen Waldbaus orientiert und die Entwicklung naturnaher Mischwälder mit entsprechender Bodenflora anstrebt.

#### Naturdenkmäler

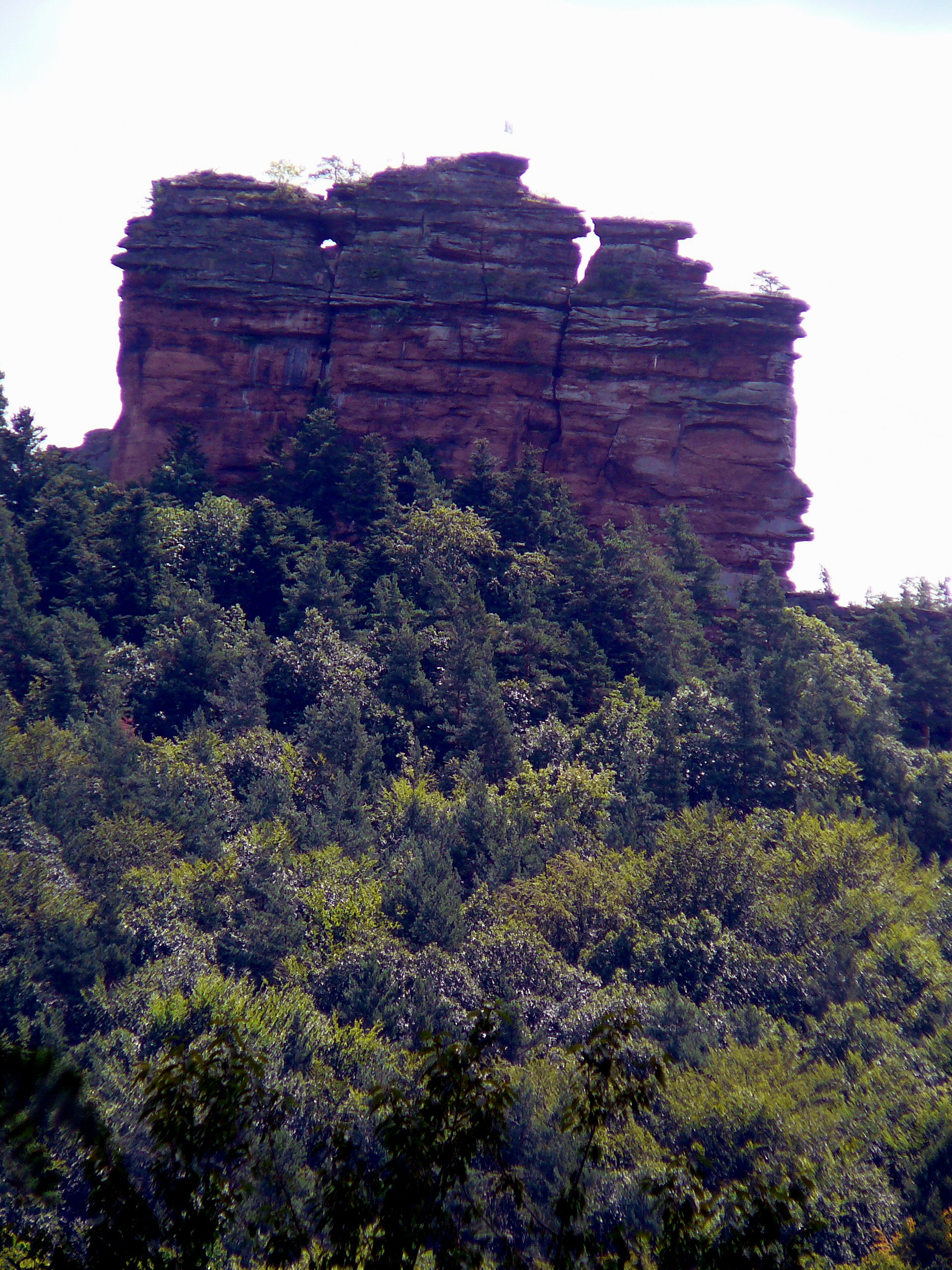
Asselstein Nähe Rehberg: Blick von Westen auf seine Breitseite

Im näheren und weiteren Umfeld des Rehbergs befinden sich eine Reihe bizarrer Sandsteinfelsen, die im Laufe von Jahrmillionen durch Verwitterung und Abtragung der unterschiedlich harten Gesteinsformationen des Unteren Buntsandsteins entstanden (siehe Abschnitt Geologie). und die fast alle als Naturdenkmäler ausgewiesen sind. So liegen im Nahbereich des Rehbergs in südlicher Richtung die Kegelberge des Kleinen und Großen Hahnsteins, die markante Felstürme tragen und vom Hauptgipfel nur etwa 1 bis 1,5 km Luftlinie entfernt sind. Ein besonders beeindruckendes Naturdenkmal ist der auf einem Vorberg gelegene, ebenfalls nur 1,5 km entfernte Asselstein (ca. 400 m), dessen freistehende Felswand von den besonders harten Gesteinen der Trifelsschichten gebildet wird und der eine Höhe von 58 m bei einer Grundfläche von etwa 60 × 10 m² erreicht. Zu beobachten sind ferner Felsnasen, die häufig als Verlängerung von Bergrücken auftreten (so der Rehbergrücken oder der Kriemhildenstein bei Gossersweiler) und langgestreckte Felsmauern, wofür die etwa 4 bis 5 km entfernten Dimbergfelsen bei Dimbach, ferner der Rötzenstein und die Isselmannsteine bei Gossersweiler gute Beispiele sind. Weitere Felstürme findet man häufig auf Kegelbergen, wie dies am Hundsfelsen und Leberstein, außerdem bei den Drei Felsen und beim Engelmannfelsen der Fall ist, die schon jenseits des Kaiserbachtals in etwa 2 bis 4 km Distanz aufragen. Auch viele Burgen im Umkreis des Rehbergs sind auf Felsriffen und -klötzen errichtet, wobei diese Felsformationen allerdings meist nicht als Naturdenkmäler gekennzeichnet sind; besonders prominente Beispiele sind hierfür die Burgen Trifels, Anebos und Scharfenberg, außerdem die im Südwesten des Rehbergs gelegene Burg Lindelbrunn.
Darüber hinaus haben Erosionsprozesse im Buntsandstein verschiedenartige Kleinformen der Verwitterung wie z. B. Felsspalten, gesimsartige Überhänge, Felsöffnungen und Torfelsen, aber auch kleinräumige Strukturen wie Felsrippen und Wabenverwitterung (Beispiel Trifels-Felsen) entstehen lassen. Botanisch gesehen bilden viele Felsregionen Biotope einer besonders widerstandsfähigen und anspruchslosen Sandsteinvegetation, die ursprünglich ein Habichtskraut-Traubeneichen-Felsgebüsch Biotop war, sich jedoch heute hauptsächlich aus Krüppelkiefern, Heidekraut und einfachen Gräsern (z. B. der Drahtschmiele), an feuchteren Stellen auch aus Moosen und Farnen zusammensetzt. Außerdem haben sich auf einigen Felsen der Rehbergregion – z. B. am Asselstein, Leberstein und Rötzenstein – seit den 1980er Jahren wieder Wanderfalken angesiedelt. Für Kletterer, Wanderer und sonstige Nutzer der Felsen gelten strenge Vorschriften (Sperrliste und Bewachung der Brutfelsen), die alljährlich zwischen der Vereinigung der Pfälzer Kletterer und den pfälzischen Naturschutzverbänden (z. B. dem Arbeitskreis „Wanderfalkenschutz“ des NABU) abgestimmt werden.

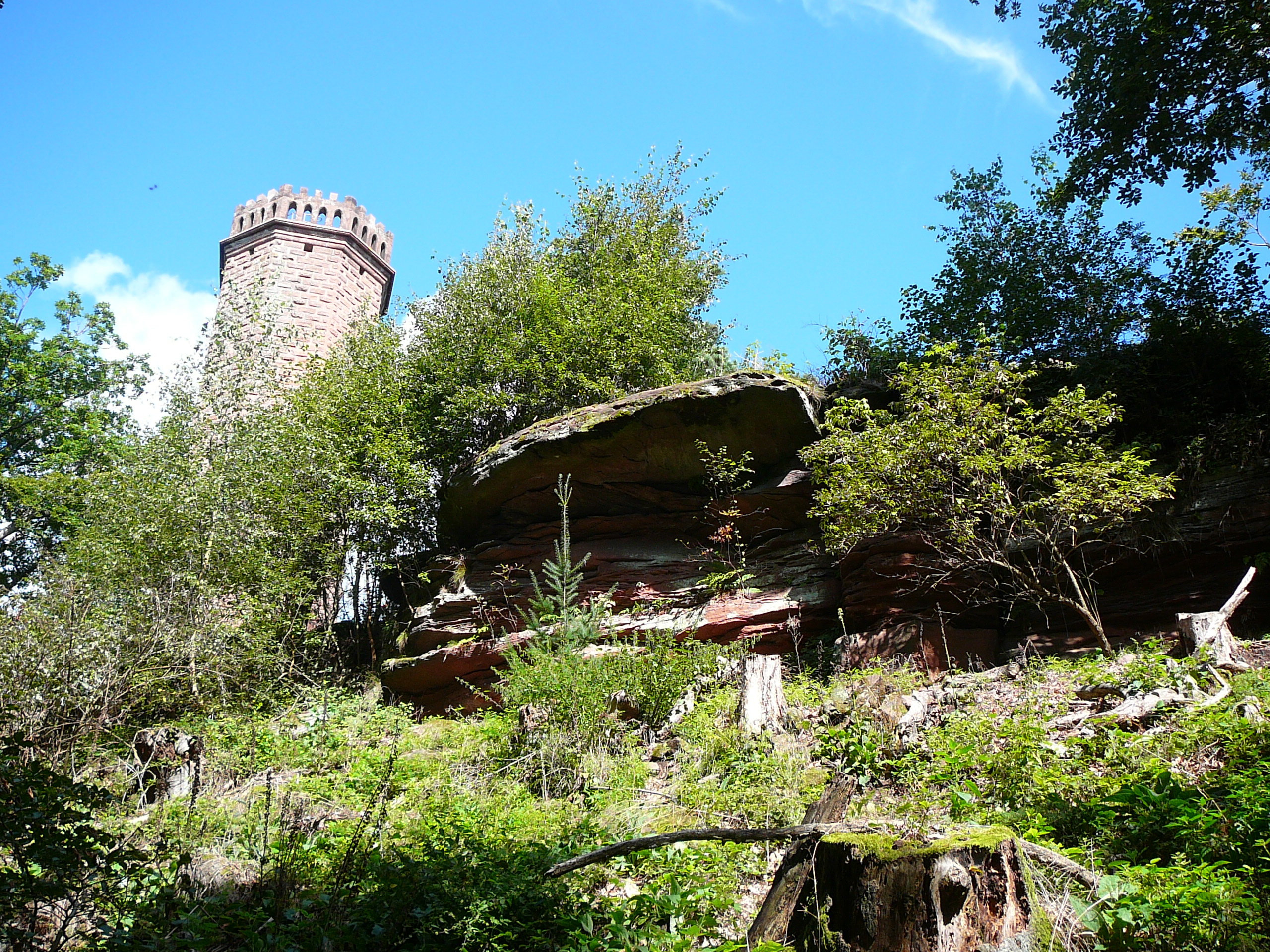
Felsenbiotop im Gipfelbereich des Rehbergs

Wenn auch am eigentlichen Rehberg bisher keine Naturschutzgebiete oder Naturdenkmäler im Sinne des rheinland-pfälzischen Landesnaturschutzgesetzes festgelegt wurden, so befinden sich dennoch laut neuestem Biotopkataster der Naturschutzverwaltung Rheinland-Pfalz am Berg selbst wie auch in seinem Umfeld eine ganze Reihe naturnaher Lebensräume von besonderem ökologischem Stellenwert. Drei schutzwürdige Biotope sind z. B. ein naturnaher Hainsimsen-Buchenwald im Bereich der Rehbergquelle von 1,8 Hektar Fläche, der schon mehrfach erwähnte fast zweihundertjährige Kiefernwald am Nordwesthang des Rehbergs (0,8 Hektar Fläche) und Felsformationen im Gipfelbereich mit Sandsteinvegetation (0,05 Hektar Fläche). Auf den Verebnungsflächen des Rehberggebiets dehnen sich außerdem Waldlichtungen mit arten- und blütenreichen Mager- oder auch Streuobstwiesen aus, ferner in den umgebenden Tälern (vgl. z. B. das Biotop Aßental) naturnahe Quellbäche mit Quellfluren und begleitendem Eschengaleriewald, Feuchtgrünland, artenreichen Glatthaferwiesen und Schilfröhricht.

### Wandermöglichkeiten

#### Zum Gipfel

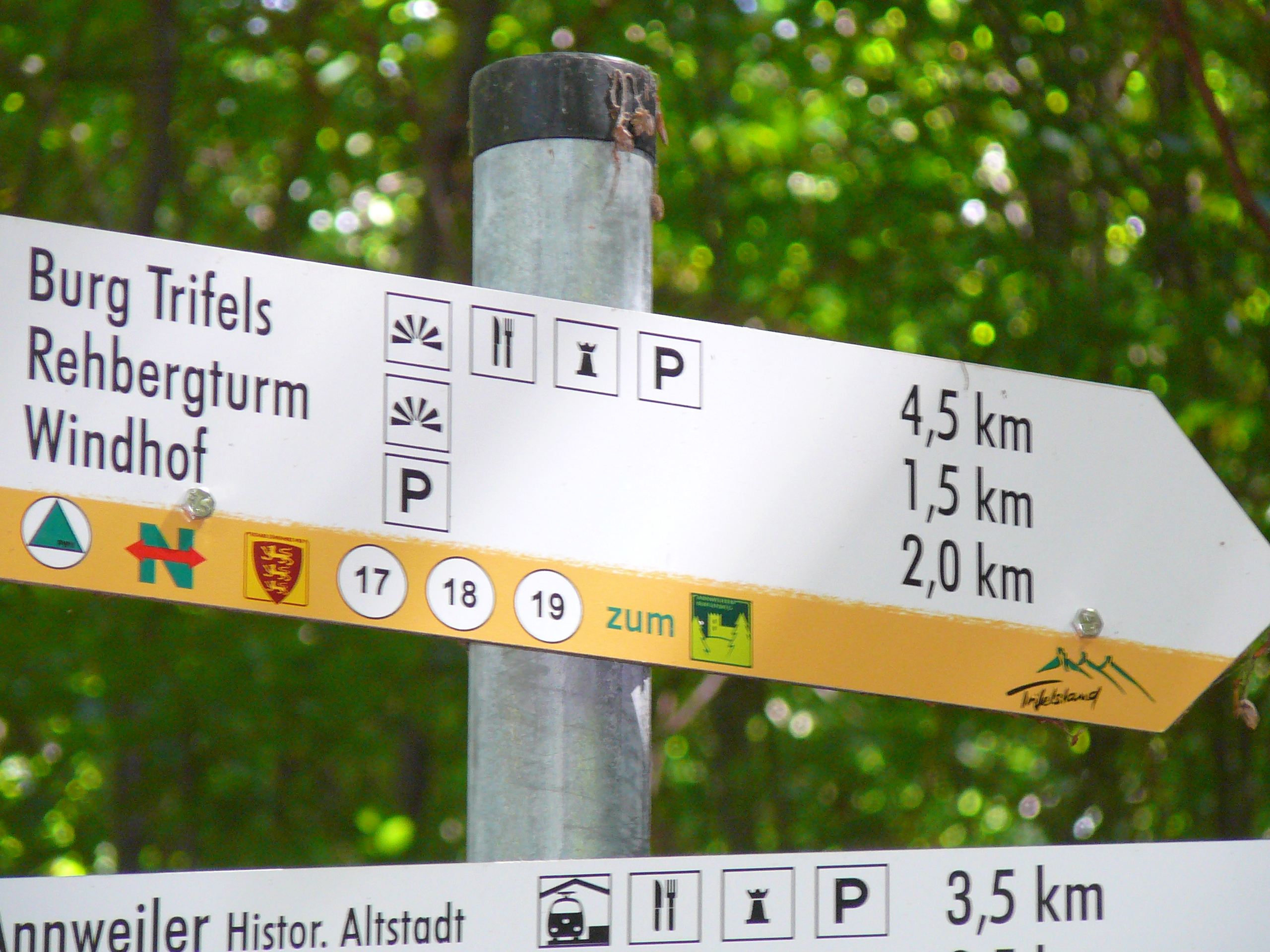
Direktanstieg zum Rehberggipfel: Wegweiser

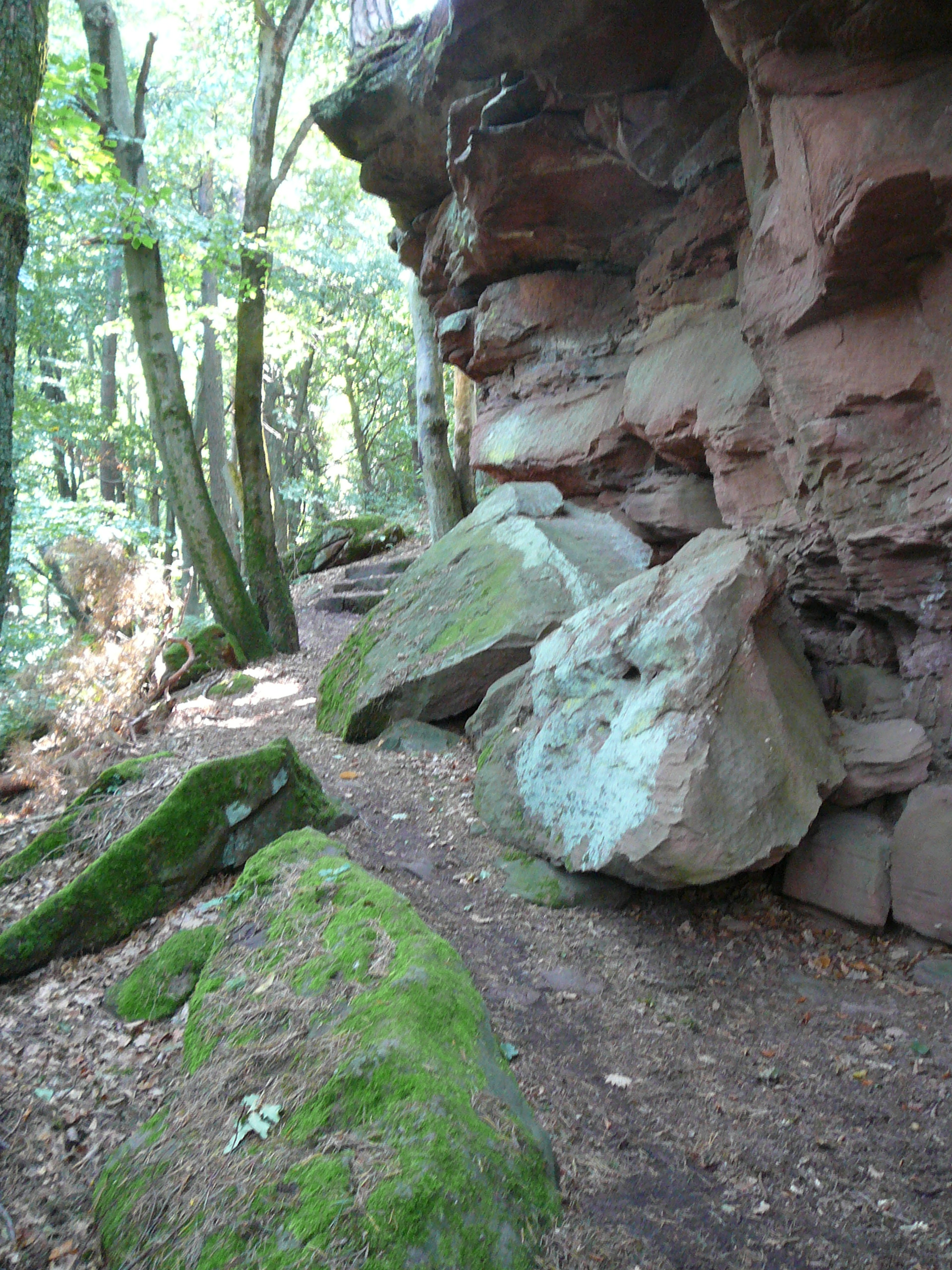
Aufstieg zum Rehberg: Felsformationen der Trifelsschichten

Als Ausgangspunkt dient der Parkplatz Rehberg an der Trifelsstraße (siehe Abschnitt Erreichbarkeit), von dem die kürzeste Aufstiegsvariante zum Gipfel führt. Hierzu nutzt man einen stetig ansteigenden, teilweise steilen Bergpfad (Lokalmarkierung schwarze 18), der nach etwa 1 km den felsigen Rücken des Rehbergs und kurz darauf die Rehbergquelle erreicht (siehe Abschnitt Gewässer). Dahinter erfolgt der eigentliche Anstieg zum Gipfel, bei dem nochmals etwa 100 Höhenmeter zu überwinden sind und der ungefähr eine halbe Stunde in Anspruch nimmt. Für den gesamten Weg ist je nach Gehtempo mit einer Wanderzeit von 45 bis 60 Minuten zu rechnen.
Eine zweite Aufstiegsvariante beginnt am Sattel (369,6 m) zwischen Wetterberg und Rehberg. Von hier benutzt man zunächst den leicht ansteigenden August-Becker-Wanderweg, der vom PWV mit einem grünen Dreieck markiert ist. Dieser stößt vor der Rehbergquelle zunächst auf die Lokalmarkierung weiße 3 auf grünem Grund, die nach kurzer Wegstrecke in die oben schon erwähnte Lokalmarkierung Nr. 18 mündet. Der Aufstieg verläuft etwas weniger steil, da bei einer Weglänge von etwa 3 km eine Höhendifferenz von nur 207 m zu bewältigen ist. Aufgrund der größeren Weglänge muss bis zum Gipfel ebenfalls eine Wanderzeit von etwa 45 bis 60 Minuten veranschlagt werden.
Auch bei einem Aufstieg direkt vom Tal aus stehen dem Besucher verschiedene Wanderwege zur Verfügung. Eine dieser Aufstiegsmöglichkeiten beginnt am Bahnhof Annweiler und führt mit der PWV-Markierung blau-weißer Strich zum Parkplatz Rehberg, um von dort mit der erwähnten Markierung Nr. 18 nach insgesamt etwa 5 km und einer Wanderzeit von etwa 90 bis 120 Minuten den Gipfel zu erreichen. Daneben kann der Berg auch von Süden, vom Kaiserbachtal her, bestiegen werden, wobei sich hier als Aufstiegsvarianten Wanderwege anbieten, die von Waldhambach (Gesamtlänge etwa 4,5 km Markierungen weißes und grünes Dreieck, Nr. 3 und Nr. 18) bzw. Waldrohrbach (Gesamtlänge etwa 4 km, Markierungen blau-weißer Strich, Nr. 18) mit einer Wanderzeit von jeweils etwa zwei Stunden zum Gipfel führen.

#### Im Rehberggebiet

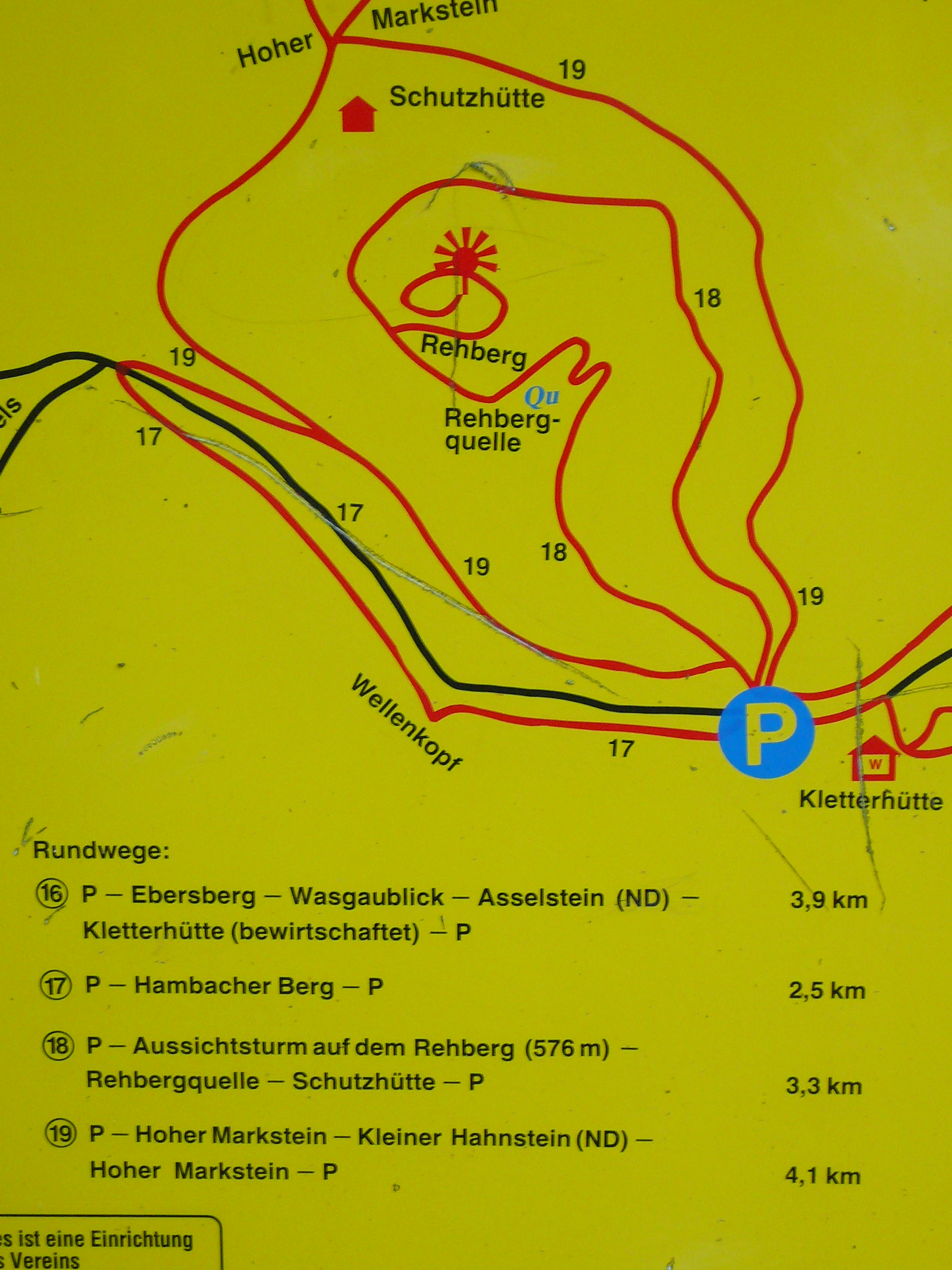
Parkplatz Rehberg: Rundwanderwege des Naturparks Pfälzerwald

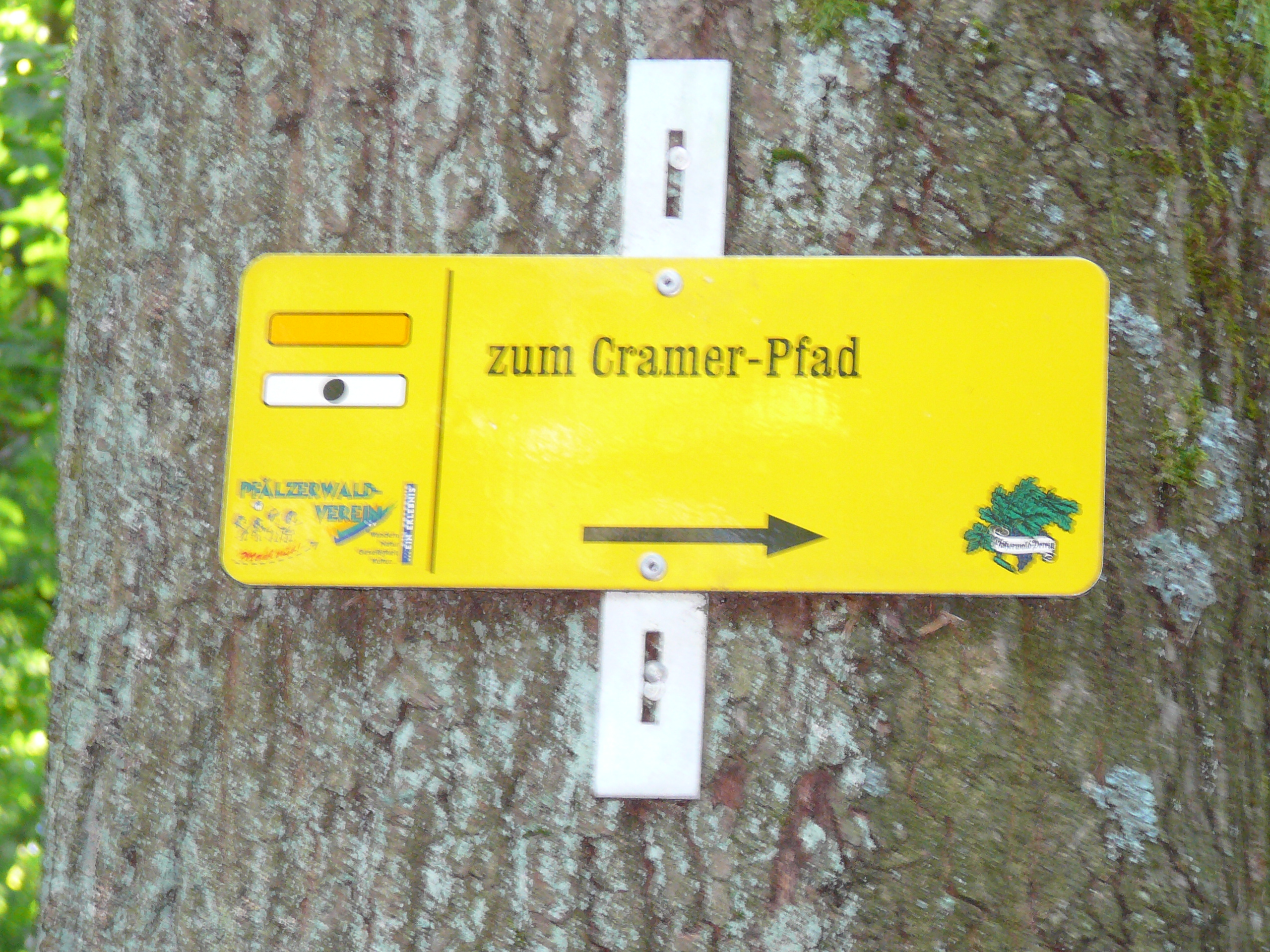
Wegweiser des PWV zum Cramer-Pfad

Am schon mehrfach erwähnten Parkplatz Rehberg beginnen mit schwarzen Ziffern markierte Rundwanderwege (vergleiche Abbildung), die zu Spaziergängen und kürzeren Rundwanderungen genutzt werden können. Sie führen z. B. rund um den Rehberg (Markierung schwarze 19), zum nahen Asselstein (Markierung schwarze 17) und mit dieser Markierung weiter auf dem Karl-Rahn-Pfad über die Willy-Achtermann-Hütte zum Wasgaublick auf dem Ebersberg. Mit der Wegmarkierung weiße 25 auf grünem Grund können außerdem der Kleine und der Große Hahnstein erwandert werden.
Größere Wanderungen über einen ganzen oder halben Tag, die eine Besteigung des Rehberggipfels einschließen, beginnen z. B. im Queich- oder Kaiserbachtal. So verläuft eine landschaftlich wie kulturhistorisch interessante Rundwanderung vom Bahnhof Annweiler am Trifels zunächst wie oben beschrieben (siehe Abschnitt Zum Gipfel) über den Parkplatz Rehberg zum Gipfel, um dann auf dem August-Becker-Wanderweg (Markierung grünes Dreieck) bis zum Sattel zwischen Wetterberg und Burgberg der Ruine Scharfenberg zu führen. Ab hier können mit der Markierung weißes Dreieck bzw. unter Einbeziehung einer Teilstrecke des Burgenwanderweges die Burgen Scharfenberg, Anebos und Trifels erwandert werden; anschließend ermöglicht dieselbe Markierung die Rückkehr nach Annweiler.

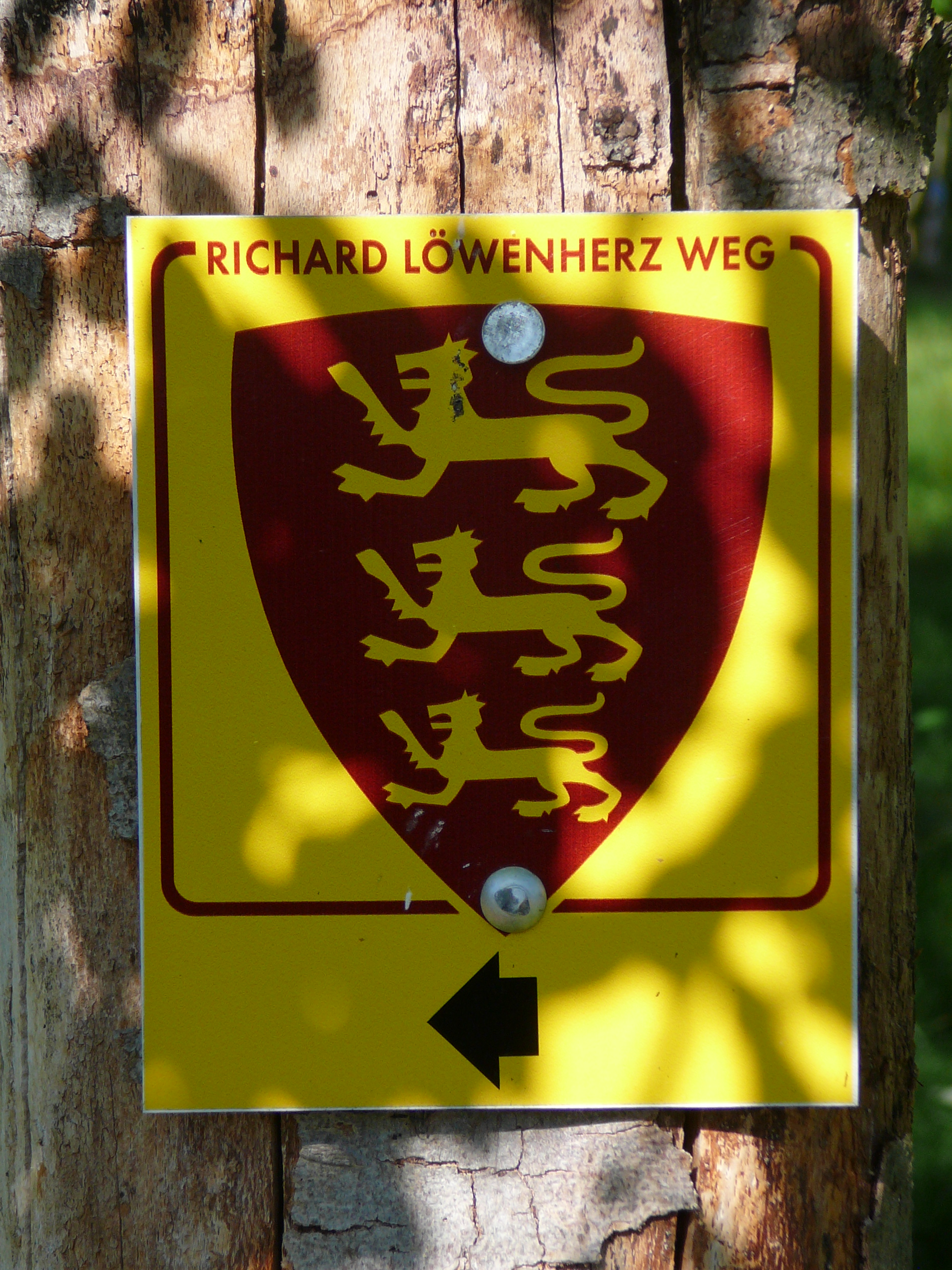
Richard-Löwenherz-Weg: Markierung

Für den Rehberg ist besonders der Richard-Löwenherz-Weg interessant, da dieser 12 km lange Rundweg (Markierung siehe nebenstehendes Bild) dem Wanderer die wesentlichen landschaftlichen Besonderheiten des Berges nahebringt. Er beginnt am Rathaus in Annweiler und verläuft zunächst aufwärts zur Naturbegräbnisstätte Trifelsruhe und weiter über die Willy Achtermann Hütte zum „Wasgaublick“ auf dem Ebersberg. An Asselstein und Klettererhütte vorbei überquert er dann den Gipfel des Rehberges, um von dort auf anderem Weg zurück ins Tal zu führen. Über Bindersbach und den Kurpark wird schließlich wieder der Ausgangspunkt der Rundwanderung erreicht.
Von Waldrohrbach verläuft ein Weg mit der Lokalmarkierung weiße 25 auf grünem Grund zunächst über den Großen und den Kleinen Hahnstein (451,2 m) zum Gipfel des Rehbergs und anschließend zum Parkplatz Rehberg. Für den Rückweg kann dann die Markierung weiße 27 auf grünem Grund genutzt werden, die über den Ebersberg zurück nach Waldrohrbach führt. Eine beliebte Zielwanderung führt vom Parkplatz Rehberg zunächst auf dem August-Becker-Wanderweg (Markierung grünes Dreieck) und dann auf dem Cramer-Pfad (Markierung gelber Strich) durch Kiefern- und Kastanienwälder zur Madenburg, von der man dann zur Rheinebene, z. B. nach Eschbach, absteigen kann. Als weitere Halbtageswanderung bietet sich eine größere Teilstrecke des August-Becker-Wanderwegs an, bei der man nach einer Umrundung des Förlenbergs (533,1 m) die Burgruine Neukastel, den Slevogthof und schließlich das Winzerdorf Leinsweiler erreicht.

### Sportklettern
Die erweiterte Rehbergregion bietet Kletterern in den Gebieten südlich von Annweiler sowie östlich von Lug und Rinnthal etwa 40 Kletterfelsen, bei denen es sich um Felstürme und Felsmassive handelt. Beschaffenheit und Verwitterung des Sandsteins differieren stark und können deshalb zu sehr unterschiedlichen Schwierigkeitsgraden führen (siehe Abschnitte Geologie und Naturdenkmäler). Bekannte Kletterfelsen sind neben dem Asselstein mit seinen zahlreichen Routen auch die Felsen des Sonnenbergs, auf denen der Trifels errichtet wurde, der Große Hahnstein und auf der Südseite des Kaiserbachtals der Hundsfelsen und der Leberstein. Im Gebiet rund um Lug, Völkersweiler und Rinnthal sind der Rötzenstein, die verschiedenen Dimbergfelsen, die Wernersberger Geiersteine, das Massiv des Luger Friedrich und der Rinnthaler Buchholzfelsen zu erwähnen.

### Museen

#### Museum unterm Trifels

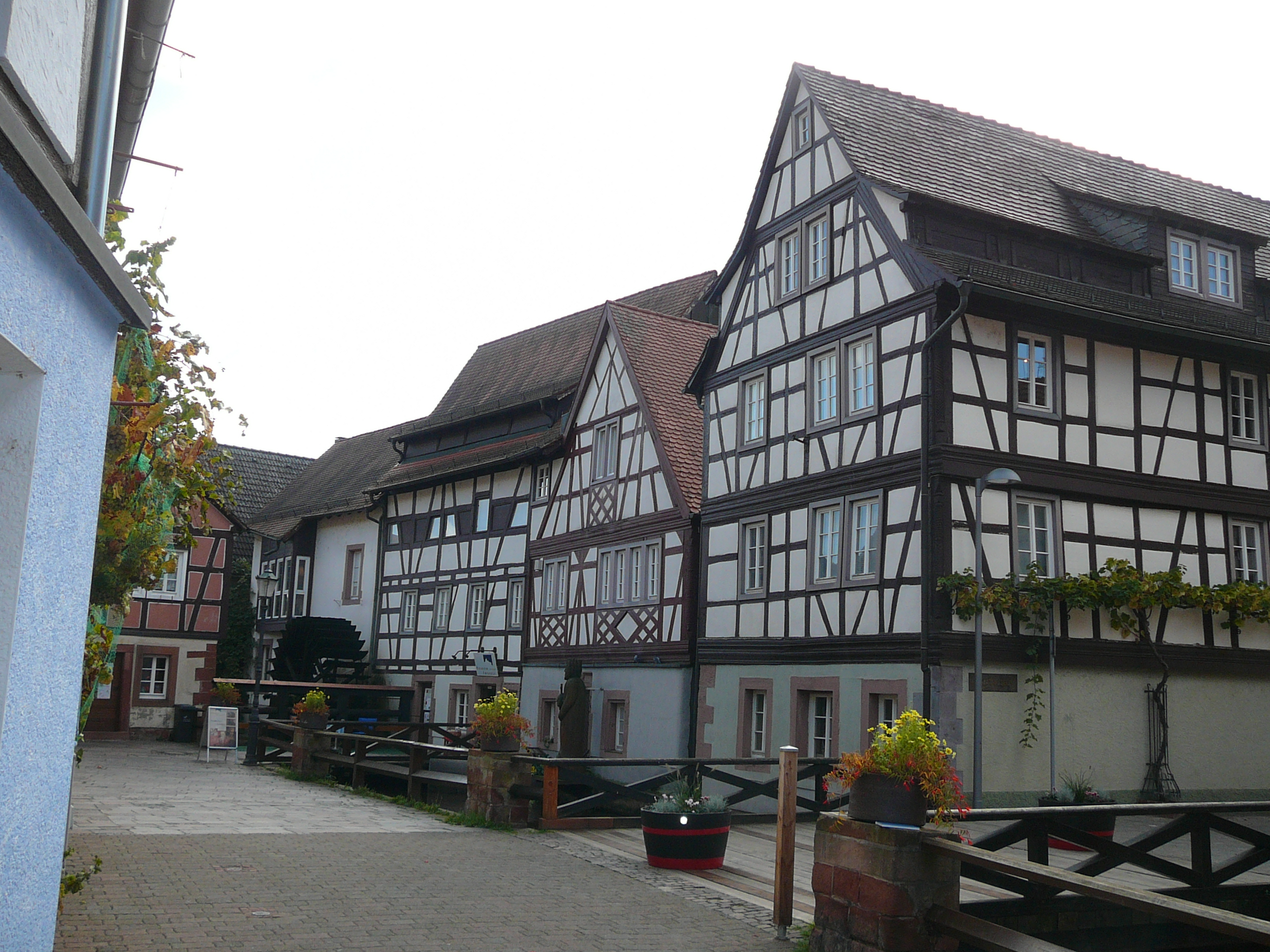
Museum unterm Trifels in Annweiler

Am Fuße des Rehbergs liegt in einer Entfernung von nur 2 km Luftlinie die Stadt Annweiler, in der sich das Museum unterm Trifels befindet. Es enthält vielfältige Exponate zur Siedlungsgeschichte der Region, zur Geschichte der Stadt Annweiler und der Reichsburg Trifels, außerdem naturkundliche Sammlungen zu Aspekten der Natur- und Landschaftsgeschichte.

#### Reichsburg Trifels
Auf Burg Trifels befinden sich in der sogenannten Schatzkammer Nachbildungen wichtiger Teile der Reichskleinodien, welche die besondere Bedeutung des Trifels als Machtzentrum des Salier- und Stauferreiches symbolisieren. Die Exponate umfassen Reichskrone, Reichskreuz, Reichsapfel, Zepter und Reichsschwert. Sie wurden in der Zeit zwischen 1955 und 1989 von dem Goldschmied Erwin W. Huppert, ehemals Kaiserslautern und Mainz, geschaffen.